# Lista di asteroidi (16001-17000)
Di seguito una lista di asteroidi dal numero 16001 al 17000 con data di scoperta e scopritore.

## 16001-16100
| Nome                  | Designazione provvisoria | Data di scoperta  | Scopritore                           |
| --------------------- | ------------------------ | ----------------- | ------------------------------------ |
| 16001 -               | 1999 AY21                | 15 gennaio 1999   | K. Korlević                          |
| 16002 Bertin          | 1999 AM24                | 15 gennaio 1999   | ODAS                                 |
| 16003 -               | 1999 BX2                 | 19 gennaio 1999   | T. Kobayashi                         |
| 16004 -               | 1999 BZ3                 | 20 gennaio 1999   | K. Korlević                          |
| 16005 -               | 1999 BP7                 | 21 gennaio 1999   | K. Korlević                          |
| 16006 -               | 1999 BJ9                 | 22 gennaio 1999   | K. Korlević                          |
| 16007 Kaasalainen     | 1999 BC11                | 20 gennaio 1999   | ODAS                                 |
| 16008 -               | 1999 CV                  | 5 febbraio 1999   | T. Kobayashi                         |
| 16009 -               | 1999 CM8                 | 13 febbraio 1999  | T. Kobayashi                         |
| 16010 -               | 1999 CG14                | 13 febbraio 1999  | K. Korlević                          |
| 16011 -               | 1999 CM16                | 6 febbraio 1999   | K. Korlević                          |
| 16012 Jamierubin      | 1999 CG19                | 10 febbraio 1999  | LINEAR                               |
| 16013 Schmidgall      | 1999 CX38                | 10 febbraio 1999  | LINEAR                               |
| 16014 Sinha           | 1999 CB47                | 10 febbraio 1999  | LINEAR                               |
| 16015 Snell           | 1999 CK47                | 10 febbraio 1999  | LINEAR                               |
| 16016 Boylan          | 1999 CB54                | 10 febbraio 1999  | LINEAR                               |
| 16017 Street          | 1999 CX65                | 12 febbraio 1999  | LINEAR                               |
| 16018 -               | 1999 CJ67                | 12 febbraio 1999  | LINEAR                               |
| 16019 Edwardsu        | 1999 CL69                | 12 febbraio 1999  | LINEAR                               |
| 16020 Tevelde         | 1999 CA76                | 12 febbraio 1999  | LINEAR                               |
| 16021 Caseyvaughn     | 1999 CG81                | 12 febbraio 1999  | LINEAR                               |
| 16022 Wissnergross    | 1999 CJ86                | 10 febbraio 1999  | LINEAR                               |
| 16023 Alisonyee       | 1999 CV93                | 10 febbraio 1999  | LINEAR                               |
| 16024 -               | 1999 CT101               | 10 febbraio 1999  | LINEAR                               |
| 16025 -               | 1999 CA104               | 12 febbraio 1999  | LINEAR                               |
| 16026 Victoriapidgeon | 1999 CM118               | 13 febbraio 1999  | LINEAR                               |
| 16027 -               | 1999 DV1                 | 18 febbraio 1999  | NEAT                                 |
| 16028 Anushree        | 1999 DC6                 | 17 febbraio 1999  | LINEAR                               |
| 16029 -               | 1999 DQ6                 | 20 febbraio 1999  | LINEAR                               |
| 16030 -               | 1999 FS3                 | 19 marzo 1999     | D. K. Chesney                        |
| 16031 -               | 1999 FJ10                | 20 marzo 1999     | R. G. Sandness                       |
| 16032 -               | 1999 FU30                | 19 marzo 1999     | LINEAR                               |
| 16033 -               | 1999 FT32                | 24 marzo 1999     | K. Korlević                          |
| 16034 Prechoudhary    | 1999 FW32                | 24 marzo 1999     | LINEAR                               |
| 16035 Sasandford      | 1999 FX32                | 24 marzo 1999     | LONEOS                               |
| 16036 Moroz           | 1999 GV8                 | 10 aprile 1999    | LONEOS                               |
| 16037 Sheehan         | 1999 GX8                 | 10 aprile 1999    | LONEOS                               |
| 16038 -               | 1999 GD18                | 15 aprile 1999    | LINEAR                               |
| 16039 Zeglin          | 1999 GH18                | 15 aprile 1999    | LINEAR                               |
| 16040 -               | 1999 GN18                | 15 aprile 1999    | LINEAR                               |
| 16041 -               | 1999 GM19                | 15 aprile 1999    | LINEAR                               |
| 16042 -               | 1999 GA20                | 15 aprile 1999    | LINEAR                               |
| 16043 Yichenzhang     | 1999 GP23                | 6 aprile 1999     | LINEAR                               |
| 16044 Kurtbachmann    | 1999 GW24                | 6 aprile 1999     | LINEAR                               |
| 16045 -               | 1999 HU2                 | 22 aprile 1999    | Beijing Schmidt CCD Asteroid Program |
| 16046 Gregnorman      | 1999 JK                  | 5 maggio 1999     | J. Broughton                         |
| 16047 -               | 1999 JG10                | 8 maggio 1999     | CSS                                  |
| 16048 Eddiedai        | 1999 JU23                | 10 maggio 1999    | LINEAR                               |
| 16049 D'Amore         | 1999 JS32                | 10 maggio 1999    | LINEAR                               |
| 16050 -               | 1999 JN35                | 10 maggio 1999    | LINEAR                               |
| 16051 Bernero         | 1999 JF36                | 10 maggio 1999    | LINEAR                               |
| 16052 -               | 1999 JX36                | 10 maggio 1999    | LINEAR                               |
| 16053 Brennan         | 1999 JA40                | 10 maggio 1999    | LINEAR                               |
| 16054 -               | 1999 JP55                | 10 maggio 1999    | LINEAR                               |
| 16055 Dellisanti      | 1999 JQ56                | 10 maggio 1999    | LINEAR                               |
| 16056 -               | 1999 JN75                | 6 maggio 1999     | LINEAR                               |
| 16057 -               | 1999 JO75                | 6 maggio 1999     | LINEAR                               |
| 16058 Doshi           | 1999 JP75                | 6 maggio 1999     | LINEAR                               |
| 16059 Marybuda        | 1999 JV86                | 12 maggio 1999    | LINEAR                               |
| 16060 Dahliadry       | 1999 JZ89                | 12 maggio 1999    | LINEAR                               |
| 16061 -               | 1999 JQ117               | 13 maggio 1999    | LINEAR                               |
| 16062 Buncher         | 1999 NR36                | 14 luglio 1999    | LINEAR                               |
| 16063 -               | 1999 NV36                | 14 luglio 1999    | LINEAR                               |
| 16064 Davidharvey     | 1999 RH27                | 5 settembre 1999  | CSS                                  |
| 16065 Borel           | 1999 RE35                | 11 settembre 1999 | P. G. Comba                          |
| 16066 Richardbressler | 1999 RN39                | 8 settembre 1999  | CSS                                  |
| 16067 Brandonfan      | 1999 RA47                | 7 settembre 1999  | LINEAR                               |
| 16068 Citron          | 1999 RN86                | 7 settembre 1999  | LINEAR                               |
| 16069 Marshafolger    | 1999 RS95                | 7 settembre 1999  | LINEAR                               |
| 16070 Charops         | 1999 RB101               | 8 settembre 1999  | LINEAR                               |
| 16071 -               | 1999 RW125               | 9 settembre 1999  | LINEAR                               |
| 16072 -               | 1999 RE128               | 9 settembre 1999  | LINEAR                               |
| 16073 Gaskin          | 1999 RK129               | 9 settembre 1999  | LINEAR                               |
| 16074 Georgekaplan    | 1999 RR129               | 9 settembre 1999  | LINEAR                               |
| 16075 Meglass         | 1999 RL130               | 9 settembre 1999  | LINEAR                               |
| 16076 Barryhaase      | 1999 RV131               | 9 settembre 1999  | LINEAR                               |
| 16077 Arayhamilton    | 1999 RK157               | 9 settembre 1999  | LINEAR                               |
| 16078 Carolhersh      | 1999 RG177               | 9 settembre 1999  | LINEAR                               |
| 16079 Imada           | 1999 RP181               | 9 settembre 1999  | LINEAR                               |
| 16080 Danielfeng      | 1999 RX184               | 9 settembre 1999  | LINEAR                               |
| 16081 -               | 1999 SR15                | 30 settembre 1999 | CSS                                  |
| 16082 -               | 1999 TR5                 | 2 ottobre 1999    | K. Korlević M. Jurić                 |
| 16083 Jórvík          | 1999 TH12                | 12 ottobre 1999   | J. Tichá M. Tichý                    |
| 16084 -               | 1999 TY18                | 12 ottobre 1999   | Vrh Črni Vrh                         |
| 16085 Laffan          | 1999 TM27                | 3 ottobre 1999    | LINEAR                               |
| 16086 -               | 1999 TF90                | 2 ottobre 1999    | LINEAR                               |
| 16087 Rhythmgarg      | 1999 TR102               | 2 ottobre 1999    | LINEAR                               |
| 16088 Jessgoldstein   | 1999 TJ121               | 4 ottobre 1999    | LINEAR                               |
| 16089 Lamb            | 1999 TG147               | 7 ottobre 1999    | LINEAR                               |
| 16090 Lukaszewski     | 1999 TN147               | 7 ottobre 1999    | LINEAR                               |
| 16091 Malchiodi       | 1999 TO152               | 7 ottobre 1999    | LINEAR                               |
| 16092 Anudeepgolla    | 1999 TP171               | 10 ottobre 1999   | LINEAR                               |
| 16093 -               | 1999 TQ180               | 10 ottobre 1999   | LINEAR                               |
| 16094 Scottmccord     | 1999 TQ222               | 2 ottobre 1999    | LINEAR                               |
| 16095 Lorenball       | 1999 TA249               | 8 ottobre 1999    | CSS                                  |
| 16096 -               | 1999 US6                 | 29 ottobre 1999   | Beijing Schmidt CCD Asteroid Program |
| 16097 -               | 1999 UE50                | 30 ottobre 1999   | CSS                                  |
| 16098 -               | 1999 VR9                 | 9 novembre 1999   | K. Korlević                          |
| 16099 -               | 1999 VQ24                | 15 novembre 1999  | P. Kušnirák P. Pravec                |
| 16100 Hausknecht      | 1999 VO30                | 3 novembre 1999   | LINEAR                               |

## 16101-16200
| Nome                  | Designazione provvisoria | Data di scoperta | Scopritore              |
| --------------------- | ------------------------ | ---------------- | ----------------------- |
| 16101 Notskas         | 1999 VA36                | 3 novembre 1999  | LINEAR                  |
| 16102 Barshannon      | 1999 VT68                | 4 novembre 1999  | LINEAR                  |
| 16103 Lorsolomon      | 1999 VU81                | 5 novembre 1999  | LINEAR                  |
| 16104 Stesullivan     | 1999 VT177               | 6 novembre 1999  | LINEAR                  |
| 16105 Marksaunders    | 1999 VL211               | 14 novembre 1999 | LONEOS                  |
| 16106 Carmagnola      | 1999 VW212               | 12 novembre 1999 | LONEOS                  |
| 16107 Chanmugam       | 1999 WQ2                 | 27 novembre 1999 | W. R. Cooney Jr.        |
| 16108 -               | 1999 WV3                 | 28 novembre 1999 | T. Kobayashi            |
| 16109 -               | 1999 WH6                 | 28 novembre 1999 | K. Korlević             |
| 16110 Paganetti       | 1999 WU8                 | 28 novembre 1999 | S. Sposetti             |
| 16111 Donstrittmatter | 1999 XT4                 | 4 dicembre 1999  | CSS                     |
| 16112 Vitaris         | 1999 XK13                | 5 dicembre 1999  | LINEAR                  |
| 16113 Ahmed           | 1999 XN23                | 6 dicembre 1999  | LINEAR                  |
| 16114 Alyono          | 1999 XV23                | 6 dicembre 1999  | LINEAR                  |
| 16115 -               | 1999 XH25                | 6 dicembre 1999  | LINEAR                  |
| 16116 Balakrishnan    | 1999 XQ29                | 6 dicembre 1999  | LINEAR                  |
| 16117 Herbst          | 1999 XS29                | 6 dicembre 1999  | LINEAR                  |
| 16118 Therberens      | 1999 XQ56                | 7 dicembre 1999  | LINEAR                  |
| 16119 Bronner         | 1999 XS60                | 7 dicembre 1999  | LINEAR                  |
| 16120 Burnim          | 1999 XV60                | 7 dicembre 1999  | LINEAR                  |
| 16121 Burrell         | 1999 XD66                | 7 dicembre 1999  | LINEAR                  |
| 16122 Wenyicai        | 1999 XW67                | 7 dicembre 1999  | LINEAR                  |
| 16123 Jessiecheng     | 1999 XQ83                | 7 dicembre 1999  | LINEAR                  |
| 16124 Timdong         | 1999 XR85                | 7 dicembre 1999  | LINEAR                  |
| 16125 Carriehsu       | 1999 XK86                | 7 dicembre 1999  | LINEAR                  |
| 16126 -               | 1999 XQ86                | 7 dicembre 1999  | LINEAR                  |
| 16127 Farzan-Kashani  | 1999 XK92                | 7 dicembre 1999  | LINEAR                  |
| 16128 Kirfrieda       | 1999 XS92                | 7 dicembre 1999  | LINEAR                  |
| 16129 Kevingao        | 1999 XG97                | 7 dicembre 1999  | LINEAR                  |
| 16130 Giovine         | 1999 XU97                | 7 dicembre 1999  | LINEAR                  |
| 16131 Kaganovich      | 1999 XV97                | 7 dicembre 1999  | LINEAR                  |
| 16132 Angelakim       | 1999 XH99                | 7 dicembre 1999  | LINEAR                  |
| 16133 -               | 1999 XC100               | 7 dicembre 1999  | LINEAR                  |
| 16134 -               | 1999 XE100               | 7 dicembre 1999  | LINEAR                  |
| 16135 Ivarsson        | 1999 XY104               | 9 dicembre 1999  | C. W. Juels             |
| 16136 -               | 1999 XR109               | 4 dicembre 1999  | CSS                     |
| 16137 -               | 1999 XX116               | 5 dicembre 1999  | CSS                     |
| 16138 -               | 1999 XV119               | 5 dicembre 1999  | CSS                     |
| 16139 -               | 1999 XO120               | 5 dicembre 1999  | CSS                     |
| 16140 -               | 1999 XD125               | 7 dicembre 1999  | CSS                     |
| 16141 -               | 1999 XT127               | 7 dicembre 1999  | Vrh Črni Vrh            |
| 16142 Leung           | 1999 XC135               | 6 dicembre 1999  | LINEAR                  |
| 16143 -               | 1999 XK142               | 12 dicembre 1999 | LINEAR                  |
| 16144 Korsten         | 1999 XK144               | 15 dicembre 1999 | C. W. Juels             |
| 16145 -               | 1999 XP166               | 10 dicembre 1999 | LINEAR                  |
| 16146 -               | 1999 XW170               | 10 dicembre 1999 | LINEAR                  |
| 16147 Jeanli          | 1999 XL175               | 10 dicembre 1999 | LINEAR                  |
| 16148 Amaraifeji      | 1999 XG188               | 12 dicembre 1999 | LINEAR                  |
| 16149 -               | 1999 XS215               | 14 dicembre 1999 | LINEAR                  |
| 16150 Clinch          | 1999 XZ227               | 9 dicembre 1999  | LONEOS                  |
| 16151 -               | 1999 XF230               | 7 dicembre 1999  | CSS                     |
| 16152 -               | 1999 YN12                | 30 dicembre 1999 | L. Tesi M. Tombelli     |
| 16153 -               | 2000 AB                  | 1 gennaio 2000   | K. Korlević             |
| 16154 Dabramo         | 2000 AW2                 | 1 gennaio 2000   | A. Boattini M. Tombelli |
| 16155 Buddy           | 2000 AF5                 | 3 gennaio 2000   | J. Broughton            |
| 16156 -               | 2000 AP39                | 3 gennaio 2000   | LINEAR                  |
| 16157 Toastmasters    | 2000 AS50                | 5 gennaio 2000   | C. W. Juels             |
| 16158 Monty           | 2000 AV50                | 5 gennaio 2000   | C. W. Juels             |
| 16159 -               | 2000 AK62                | 4 gennaio 2000   | LINEAR                  |
| 16160 -               | 2000 AZ66                | 4 gennaio 2000   | LINEAR                  |
| 16161 -               | 2000 AC68                | 4 gennaio 2000   | LINEAR                  |
| 16162 -               | 2000 AD68                | 4 gennaio 2000   | LINEAR                  |
| 16163 Suhanli         | 2000 AD69                | 5 gennaio 2000   | LINEAR                  |
| 16164 Yangli          | 2000 AO69                | 5 gennaio 2000   | LINEAR                  |
| 16165 Licht           | 2000 AW83                | 5 gennaio 2000   | LINEAR                  |
| 16166 Jonlii          | 2000 AQ84                | 5 gennaio 2000   | LINEAR                  |
| 16167 Oertli          | 2000 AJ89                | 5 gennaio 2000   | LINEAR                  |
| 16168 Palmen          | 2000 AR91                | 5 gennaio 2000   | LINEAR                  |
| 16169 Janapaty        | 2000 AO95                | 4 gennaio 2000   | LINEAR                  |
| 16170 -               | 2000 AS95                | 4 gennaio 2000   | LINEAR                  |
| 16171 -               | 2000 AD97                | 4 gennaio 2000   | LINEAR                  |
| 16172 Jayaweera       | 2000 AZ97                | 4 gennaio 2000   | LINEAR                  |
| 16173 -               | 2000 AC98                | 4 gennaio 2000   | LINEAR                  |
| 16174 Parihar         | 2000 AX116               | 5 gennaio 2000   | LINEAR                  |
| 16175 Rypatterson     | 2000 AL118               | 5 gennaio 2000   | LINEAR                  |
| 16176 -               | 2000 AZ126               | 5 gennaio 2000   | LINEAR                  |
| 16177 Pelzer          | 2000 AR127               | 5 gennaio 2000   | LINEAR                  |
| 16178 -               | 2000 AT127               | 5 gennaio 2000   | LINEAR                  |
| 16179 Jeloka          | 2000 AL134               | 4 gennaio 2000   | LINEAR                  |
| 16180 Rapoport        | 2000 AZ136               | 4 gennaio 2000   | LINEAR                  |
| 16181 -               | 2000 AC137               | 4 gennaio 2000   | LINEAR                  |
| 16182 -               | 2000 AH137               | 4 gennaio 2000   | LINEAR                  |
| 16183 -               | 2000 AX138               | 5 gennaio 2000   | LINEAR                  |
| 16184 -               | 2000 AD142               | 5 gennaio 2000   | LINEAR                  |
| 16185 Allisonjia      | 2000 AH164               | 5 gennaio 2000   | LINEAR                  |
| 16186 Helenajiang     | 2000 AK164               | 5 gennaio 2000   | LINEAR                  |
| 16187 -               | 2000 AP164               | 5 gennaio 2000   | LINEAR                  |
| 16188 -               | 2000 AH175               | 7 gennaio 2000   | LINEAR                  |
| 16189 Riehl           | 2000 AT187               | 8 gennaio 2000   | LINEAR                  |
| 16190 Kabirjolly      | 2000 AK191               | 8 gennaio 2000   | LINEAR                  |
| 16191 Rubyroe         | 2000 AO205               | 10 gennaio 2000  | J. M. Roe               |
| 16192 Laird           | 2000 AU207               | 4 gennaio 2000   | Spacewatch              |
| 16193 Nickaiser       | 2000 AV207               | 4 gennaio 2000   | Spacewatch              |
| 16194 Roderick        | 2000 AJ231               | 4 gennaio 2000   | LONEOS                  |
| 16195 -               | 2000 AQ236               | 5 gennaio 2000   | LINEAR                  |
| 16196 -               | 2000 AR236               | 5 gennaio 2000   | LINEAR                  |
| 16197 Bluepeter       | 2000 AA243               | 7 gennaio 2000   | LONEOS                  |
| 16198 Búzios          | 2000 AB243               | 7 gennaio 2000   | LONEOS                  |
| 16199 Rozenblyum      | 2000 BX26                | 30 gennaio 2000  | LINEAR                  |
| 16200 -               | 2000 BT28                | 30 gennaio 2000  | LINEAR                  |

## 16201-16300
| Nome                 | Designazione provvisoria | Data di scoperta  | Scopritore                                           |
| -------------------- | ------------------------ | ----------------- | ---------------------------------------------------- |
| 16201 -              | 2000 CK1                 | 4 febbraio 2000   | K. Korlević                                          |
| 16202 Srivastava     | 2000 CE28                | 2 febbraio 2000   | LINEAR                                               |
| 16203 Jessicastahl   | 2000 CH32                | 2 febbraio 2000   | LINEAR                                               |
| 16204 -              | 2000 CT33                | 4 febbraio 2000   | K. Korlević                                          |
| 16205 -              | 2000 CC34                | 4 febbraio 2000   | K. Korlević                                          |
| 16206 -              | 2000 CL39                | 4 febbraio 2000   | LINEAR                                               |
| 16207 Montgomery     | 2000 CV40                | 1 febbraio 2000   | CSS                                                  |
| 16208 -              | 2000 CL52                | 2 febbraio 2000   | LINEAR                                               |
| 16209 Sterner        | 2000 CB56                | 4 febbraio 2000   | LINEAR                                               |
| 16210 -              | 2000 CY61                | 2 febbraio 2000   | LINEAR                                               |
| 16211 Samirsur       | 2000 CL83                | 4 febbraio 2000   | LINEAR                                               |
| 16212 Theberge       | 2000 CB84                | 4 febbraio 2000   | LINEAR                                               |
| 16213 -              | 2000 CG85                | 4 febbraio 2000   | LINEAR                                               |
| 16214 Venkatachalam  | 2000 CM87                | 4 febbraio 2000   | LINEAR                                               |
| 16215 Venkatraman    | 2000 CB104               | 11 febbraio 2000  | LINEAR                                               |
| 16216 -              | 2000 DR4                 | 28 febbraio 2000  | LINEAR                                               |
| 16217 Peterbroughton | 2000 DR13                | 28 febbraio 2000  | Spacewatch                                           |
| 16218 Mintakeyes     | 2000 DV14                | 26 febbraio 2000  | CSS                                                  |
| 16219 Venturelli     | 2000 DL29                | 29 febbraio 2000  | LINEAR                                               |
| 16220 Mikewagner     | 2000 DB40                | 29 febbraio 2000  | LINEAR                                               |
| 16221 Kevinyang      | 2000 DX48                | 29 febbraio 2000  | LINEAR                                               |
| 16222 Donnanderson   | 2000 DK55                | 29 febbraio 2000  | LINEAR                                               |
| 16223 Racheljoseph   | 2000 DR69                | 29 febbraio 2000  | LINEAR                                               |
| 16224 -              | 2000 DU69                | 29 febbraio 2000  | LINEAR                                               |
| 16225 Georgebaldo    | 2000 DF71                | 29 febbraio 2000  | LINEAR                                               |
| 16226 Beaton         | 2000 DT72                | 29 febbraio 2000  | LINEAR                                               |
| 16227 Emilykang      | 2000 DY73                | 29 febbraio 2000  | LINEAR                                               |
| 16228 Adhamkassem    | 2000 EC39                | 8 marzo 2000      | LINEAR                                               |
| 16229 Kavyakoneru    | 2000 EM46                | 9 marzo 2000      | LINEAR                                               |
| 16230 Benson         | 2000 EA95                | 9 marzo 2000      | LINEAR                                               |
| 16231 Jessberger     | 2000 ES130               | 11 marzo 2000     | LONEOS                                               |
| 16232 Chijagerbs     | 2000 ED152               | 6 marzo 2000      | NEAT                                                 |
| 16233 -              | 2000 FA12                | 31 marzo 2000     | LINEAR                                               |
| 16234 Bosse          | 2000 FR20                | 29 marzo 2000     | LINEAR                                               |
| 16235 -              | 2000 FF46                | 29 marzo 2000     | LINEAR                                               |
| 16236 Stebrehmer     | 2000 GG51                | 5 aprile 2000     | LINEAR                                               |
| 16237 Emmakratcha    | 2000 GX76                | 5 aprile 2000     | LINEAR                                               |
| 16238 Chappe         | 2000 GY104               | 7 aprile 2000     | LINEAR                                               |
| 16239 Dower          | 2000 GY105               | 7 aprile 2000     | LINEAR                                               |
| 16240 -              | 2000 GJ115               | 8 aprile 2000     | LINEAR                                               |
| 16241 Dvorsky        | 2000 GD126               | 7 aprile 2000     | LINEAR                                               |
| 16242 Licato         | 2000 GT126               | 7 aprile 2000     | LINEAR                                               |
| 16243 Rosenbauer     | 2000 GO147               | 4 aprile 2000     | LONEOS                                               |
| 16244 Brož           | 2000 GQ147               | 4 aprile 2000     | LONEOS                                               |
| 16245 Katielu        | 2000 GM160               | 7 aprile 2000     | LINEAR                                               |
| 16246 Cantor         | 2000 HO3                 | 27 aprile 2000    | P. G. Comba                                          |
| 16247 Esner          | 2000 HY11                | 28 aprile 2000    | LINEAR                                               |
| 16248 Fox            | 2000 HT13                | 28 aprile 2000    | LINEAR                                               |
| 16249 Cauchy         | 2000 HT14                | 29 aprile 2000    | P. G. Comba                                          |
| 16250 Delbó          | 2000 HP26                | 26 aprile 2000    | LONEOS                                               |
| 16251 Barbifrank     | 2000 HX48                | 29 aprile 2000    | LINEAR                                               |
| 16252 Franfrost      | 2000 HQ51                | 29 aprile 2000    | LINEAR                                               |
| 16253 Griffis        | 2000 HJ52                | 29 aprile 2000    | LINEAR                                               |
| 16254 Harper         | 2000 HZ53                | 29 aprile 2000    | LINEAR                                               |
| 16255 Hampton        | 2000 HX63                | 26 aprile 2000    | LONEOS                                               |
| 16256 -              | 2000 JM2                 | 3 maggio 2000     | LINEAR                                               |
| 16257 -              | 2000 JY6                 | 4 maggio 2000     | LINEAR                                               |
| 16258 Willhayes      | 2000 JP13                | 6 maggio 2000     | LINEAR                                               |
| 16259 Housinger      | 2000 JR13                | 6 maggio 2000     | LINEAR                                               |
| 16260 Sputnik        | 2000 JO15                | 9 maggio 2000     | J. Broughton                                         |
| 16261 Iidemachi      | 2000 JF18                | 4 maggio 2000     | Nanyo                                                |
| 16262 Rikurtz        | 2000 JR32                | 7 maggio 2000     | LINEAR                                               |
| 16263 -              | 2000 JV37                | 7 maggio 2000     | LINEAR                                               |
| 16264 Richlee        | 2000 JH40                | 7 maggio 2000     | LINEAR                                               |
| 16265 Lemay          | 2000 JL43                | 7 maggio 2000     | LINEAR                                               |
| 16266 Johconnell     | 2000 JX43                | 7 maggio 2000     | LINEAR                                               |
| 16267 Mcdermott      | 2000 JY43                | 7 maggio 2000     | LINEAR                                               |
| 16268 Mcneeley       | 2000 JD44                | 7 maggio 2000     | LINEAR                                               |
| 16269 Merkord        | 2000 JP44                | 7 maggio 2000     | LINEAR                                               |
| 16270 -              | 2000 JH48                | 9 maggio 2000     | LINEAR                                               |
| 16271 Duanenichols   | 2000 JC55                | 6 maggio 2000     | LINEAR                                               |
| 16272 -              | 2000 JS55                | 6 maggio 2000     | LINEAR                                               |
| 16273 Oneill         | 2000 JS56                | 6 maggio 2000     | LINEAR                                               |
| 16274 Pavlica        | 2000 JX56                | 6 maggio 2000     | LINEAR                                               |
| 16275 Charlesma      | 2000 JP58                | 6 maggio 2000     | LINEAR                                               |
| 16276 Virginiama     | 2000 JX61                | 7 maggio 2000     | LINEAR                                               |
| 16277 Mallada        | 2000 JW74                | 4 maggio 2000     | Spacewatch                                           |
| 16278 -              | 2000 JM77                | 7 maggio 2000     | LINEAR                                               |
| 16279 -              | 2000 KJ23                | 28 maggio 2000    | LINEAR                                               |
| 16280 Groussin       | 2000 LS6                 | 1 giugno 2000     | LONEOS                                               |
| 16281 -              | 2071 P-L                 | 24 settembre 1960 | C. J. van Houten I. van Houten-Groeneveld T. Gehrels |
| 16282 -              | 2512 P-L                 | 24 settembre 1960 | C. J. van Houten I. van Houten-Groeneveld T. Gehrels |
| 16283 -              | 2545 P-L                 | 24 settembre 1960 | C. J. van Houten I. van Houten-Groeneveld T. Gehrels |
| 16284 -              | 2861 P-L                 | 24 settembre 1960 | C. J. van Houten I. van Houten-Groeneveld T. Gehrels |
| 16285 -              | 3047 P-L                 | 24 settembre 1960 | C. J. van Houten I. van Houten-Groeneveld T. Gehrels |
| 16286 -              | 4057 P-L                 | 24 settembre 1960 | C. J. van Houten I. van Houten-Groeneveld T. Gehrels |
| 16287 -              | 4096 P-L                 | 24 settembre 1960 | C. J. van Houten I. van Houten-Groeneveld T. Gehrels |
| 16288 -              | 4169 P-L                 | 24 settembre 1960 | C. J. van Houten I. van Houten-Groeneveld T. Gehrels |
| 16289 -              | 4201 P-L                 | 24 settembre 1960 | C. J. van Houten I. van Houten-Groeneveld T. Gehrels |
| 16290 -              | 4204 P-L                 | 24 settembre 1960 | C. J. van Houten I. van Houten-Groeneveld T. Gehrels |
| 16291 -              | 4315 P-L                 | 24 settembre 1960 | C. J. van Houten I. van Houten-Groeneveld T. Gehrels |
| 16292 -              | 4557 P-L                 | 24 settembre 1960 | C. J. van Houten I. van Houten-Groeneveld T. Gehrels |
| 16293 -              | 4613 P-L                 | 24 settembre 1960 | C. J. van Houten I. van Houten-Groeneveld T. Gehrels |
| 16294 -              | 4758 P-L                 | 24 settembre 1960 | C. J. van Houten I. van Houten-Groeneveld T. Gehrels |
| 16295 -              | 4820 P-L                 | 24 settembre 1960 | C. J. van Houten I. van Houten-Groeneveld T. Gehrels |
| 16296 -              | 6308 P-L                 | 24 settembre 1960 | C. J. van Houten I. van Houten-Groeneveld T. Gehrels |
| 16297 -              | 6346 P-L                 | 24 settembre 1960 | C. J. van Houten I. van Houten-Groeneveld T. Gehrels |
| 16298 -              | 6529 P-L                 | 24 settembre 1960 | C. J. van Houten I. van Houten-Groeneveld T. Gehrels |
| 16299 -              | 6566 P-L                 | 24 settembre 1960 | C. J. van Houten I. van Houten-Groeneveld T. Gehrels |
| 16300 -              | 6569 P-L                 | 24 settembre 1960 | C. J. van Houten I. van Houten-Groeneveld T. Gehrels |

## 16301-16400
| Nome                   | Designazione provvisoria | Data di scoperta  | Scopritore                                           |
| ---------------------- | ------------------------ | ----------------- | ---------------------------------------------------- |
| 16301 -                | 6576 P-L                 | 24 settembre 1960 | C. J. van Houten I. van Houten-Groeneveld T. Gehrels |
| 16302 -                | 6634 P-L                 | 24 settembre 1960 | C. J. van Houten I. van Houten-Groeneveld T. Gehrels |
| 16303 -                | 6639 P-L                 | 24 settembre 1960 | C. J. van Houten I. van Houten-Groeneveld T. Gehrels |
| 16304 -                | 6704 P-L                 | 24 settembre 1960 | C. J. van Houten I. van Houten-Groeneveld T. Gehrels |
| 16305 -                | 6707 P-L                 | 24 settembre 1960 | C. J. van Houten I. van Houten-Groeneveld T. Gehrels |
| 16306 -                | 6797 P-L                 | 24 settembre 1960 | C. J. van Houten I. van Houten-Groeneveld T. Gehrels |
| 16307 -                | 7569 P-L                 | 17 ottobre 1960   | C. J. van Houten I. van Houten-Groeneveld T. Gehrels |
| 16308 -                | 7627 P-L                 | 22 ottobre 1960   | C. J. van Houten I. van Houten-Groeneveld T. Gehrels |
| 16309 -                | 9054 P-L                 | 17 ottobre 1960   | C. J. van Houten I. van Houten-Groeneveld T. Gehrels |
| 16310 -                | 1043 T-1                 | 25 marzo 1971     | C. J. van Houten I. van Houten-Groeneveld T. Gehrels |
| 16311 -                | 1102 T-1                 | 25 marzo 1971     | C. J. van Houten I. van Houten-Groeneveld T. Gehrels |
| 16312 -                | 1122 T-1                 | 25 marzo 1971     | C. J. van Houten I. van Houten-Groeneveld T. Gehrels |
| 16313 -                | 1199 T-1                 | 25 marzo 1971     | C. J. van Houten I. van Houten-Groeneveld T. Gehrels |
| 16314 -                | 1248 T-1                 | 25 marzo 1971     | C. J. van Houten I. van Houten-Groeneveld T. Gehrels |
| 16315 -                | 2055 T-1                 | 25 marzo 1971     | C. J. van Houten I. van Houten-Groeneveld T. Gehrels |
| 16316 -                | 2089 T-1                 | 25 marzo 1971     | C. J. van Houten I. van Houten-Groeneveld T. Gehrels |
| 16317 -                | 2127 T-1                 | 25 marzo 1971     | C. J. van Houten I. van Houten-Groeneveld T. Gehrels |
| 16318 -                | 2128 T-1                 | 25 marzo 1971     | C. J. van Houten I. van Houten-Groeneveld T. Gehrels |
| 16319 Xiamenerzhong    | 3252 T-1                 | 26 marzo 1971     | C. J. van Houten I. van Houten-Groeneveld T. Gehrels |
| 16320 -                | 4078 T-1                 | 26 marzo 1971     | C. J. van Houten I. van Houten-Groeneveld T. Gehrels |
| 16321 -                | 4225 T-1                 | 26 marzo 1971     | C. J. van Houten I. van Houten-Groeneveld T. Gehrels |
| 16322 -                | 4409 T-1                 | 26 marzo 1971     | C. J. van Houten I. van Houten-Groeneveld T. Gehrels |
| 16323 -                | 1107 T-2                 | 29 settembre 1973 | C. J. van Houten I. van Houten-Groeneveld T. Gehrels |
| 16324 -                | 1181 T-2                 | 29 settembre 1973 | C. J. van Houten I. van Houten-Groeneveld T. Gehrels |
| 16325 -                | 1332 T-2                 | 29 settembre 1973 | C. J. van Houten I. van Houten-Groeneveld T. Gehrels |
| 16326 -                | 2052 T-2                 | 29 settembre 1973 | C. J. van Houten I. van Houten-Groeneveld T. Gehrels |
| 16327 -                | 3092 T-2                 | 30 settembre 1973 | C. J. van Houten I. van Houten-Groeneveld T. Gehrels |
| 16328 -                | 3111 T-2                 | 30 settembre 1973 | C. J. van Houten I. van Houten-Groeneveld T. Gehrels |
| 16329 -                | 3255 T-2                 | 30 settembre 1973 | C. J. van Houten I. van Houten-Groeneveld T. Gehrels |
| 16330 -                | 3276 T-2                 | 30 settembre 1973 | C. J. van Houten I. van Houten-Groeneveld T. Gehrels |
| 16331 -                | 4101 T-2                 | 29 settembre 1973 | C. J. van Houten I. van Houten-Groeneveld T. Gehrels |
| 16332 -                | 4117 T-2                 | 29 settembre 1973 | C. J. van Houten I. van Houten-Groeneveld T. Gehrels |
| 16333 -                | 4122 T-2                 | 29 settembre 1973 | C. J. van Houten I. van Houten-Groeneveld T. Gehrels |
| 16334 -                | 4278 T-2                 | 29 settembre 1973 | C. J. van Houten I. van Houten-Groeneveld T. Gehrels |
| 16335 -                | 5058 T-2                 | 25 settembre 1973 | C. J. van Houten I. van Houten-Groeneveld T. Gehrels |
| 16336 -                | 5080 T-2                 | 25 settembre 1973 | C. J. van Houten I. van Houten-Groeneveld T. Gehrels |
| 16337 -                | 5087 T-2                 | 25 settembre 1973 | C. J. van Houten I. van Houten-Groeneveld T. Gehrels |
| 16338 -                | 1106 T-3                 | 17 ottobre 1977   | C. J. van Houten I. van Houten-Groeneveld T. Gehrels |
| 16339 -                | 2053 T-3                 | 16 ottobre 1977   | C. J. van Houten I. van Houten-Groeneveld T. Gehrels |
| 16340 -                | 2110 T-3                 | 16 ottobre 1977   | C. J. van Houten I. van Houten-Groeneveld T. Gehrels |
| 16341 -                | 2182 T-3                 | 16 ottobre 1977   | C. J. van Houten I. van Houten-Groeneveld T. Gehrels |
| 16342 -                | 2271 T-3                 | 16 ottobre 1977   | C. J. van Houten I. van Houten-Groeneveld T. Gehrels |
| 16343 -                | 2326 T-3                 | 16 ottobre 1977   | C. J. van Houten I. van Houten-Groeneveld T. Gehrels |
| 16344 -                | 2370 T-3                 | 16 ottobre 1977   | C. J. van Houten I. van Houten-Groeneveld T. Gehrels |
| 16345 -                | 2391 T-3                 | 16 ottobre 1977   | C. J. van Houten I. van Houten-Groeneveld T. Gehrels |
| 16346 -                | 2682 T-3                 | 11 ottobre 1977   | C. J. van Houten I. van Houten-Groeneveld T. Gehrels |
| 16347 -                | 3256 T-3                 | 16 ottobre 1977   | C. J. van Houten I. van Houten-Groeneveld T. Gehrels |
| 16348 -                | 3465 T-3                 | 16 ottobre 1977   | C. J. van Houten I. van Houten-Groeneveld T. Gehrels |
| 16349 -                | 4062 T-3                 | 16 ottobre 1977   | C. J. van Houten I. van Houten-Groeneveld T. Gehrels |
| 16350 -                | 1964 VZ2                 | 11 novembre 1964  | Mountain Observatory                                 |
| 16351 -                | 1971 US                  | 26 ottobre 1971   | L. Kohoutek                                          |
| 16352 -                | 1974 FF                  | 22 marzo 1974     | El Roble C. Torres                                   |
| 16353 -                | 1974 WB                  | 16 novembre 1974  | Harvard Observatory                                  |
| 16354 -                | 1975 SN1                 | 30 settembre 1975 | S. J. Bus                                            |
| 16355 Buber            | 1975 UA1                 | 29 ottobre 1975   | F. Börngen                                           |
| 16356 Univbalttech     | 1976 GV2                 | 1 aprile 1976     | N. S. Chernykh                                       |
| 16357 Risanpei         | 1976 UP18                | 22 ottobre 1976   | H. Kosai K. Hurukawa                                 |
| 16358 Plesetsk         | 1976 YN7                 | 20 dicembre 1976  | N. S. Chernykh                                       |
| 16359 -                | 1978 VO4                 | 7 novembre 1978   | E. F. Helin S. J. Bus                                |
| 16360 -                | 1978 VY5                 | 7 novembre 1978   | E. F. Helin S. J. Bus                                |
| 16361 -                | 1979 MS1                 | 25 giugno 1979    | E. F. Helin S. J. Bus                                |
| 16362 -                | 1979 MJ4                 | 25 giugno 1979    | E. F. Helin S. J. Bus                                |
| 16363 -                | 1979 MT4                 | 25 giugno 1979    | E. F. Helin S. J. Bus                                |
| 16364 -                | 1979 MA5                 | 25 giugno 1979    | E. F. Helin S. J. Bus                                |
| 16365 -                | 1979 MK5                 | 25 giugno 1979    | E. F. Helin S. J. Bus                                |
| 16366 -                | 1979 ME7                 | 25 giugno 1979    | E. F. Helin S. J. Bus                                |
| 16367 Astronomiasvecia | 1980 FS4                 | 16 marzo 1980     | C.-I. Lagerkvist                                     |
| 16368 Città di Alba    | 1981 DF                  | 28 febbraio 1981  | H. Debehogne G. DeSanctis                            |
| 16369 -                | 1981 DJ                  | 28 febbraio 1981  | S. J. Bus                                            |
| 16370 -                | 1981 DA2                 | 28 febbraio 1981  | S. J. Bus                                            |
| 16371 -                | 1981 DQ3                 | 28 febbraio 1981  | S. J. Bus                                            |
| 16372 Demichele        | 1981 EP1                 | 7 marzo 1981      | H. Debehogne G. DeSanctis                            |
| 16373 -                | 1981 ES5                 | 7 marzo 1981      | S. J. Bus                                            |
| 16374 -                | 1981 EA10                | 1 marzo 1981      | S. J. Bus                                            |
| 16375 -                | 1981 EM10                | 1 marzo 1981      | S. J. Bus                                            |
| 16376 -                | 1981 EX10                | 1 marzo 1981      | S. J. Bus                                            |
| 16377 -                | 1981 EY11                | 7 marzo 1981      | S. J. Bus                                            |
| 16378 -                | 1981 ET17                | 2 marzo 1981      | S. J. Bus                                            |
| 16379 -                | 1981 EJ18                | 2 marzo 1981      | S. J. Bus                                            |
| 16380 -                | 1981 EJ20                | 2 marzo 1981      | S. J. Bus                                            |
| 16381 -                | 1981 EG25                | 2 marzo 1981      | S. J. Bus                                            |
| 16382 -                | 1981 ER27                | 2 marzo 1981      | S. J. Bus                                            |
| 16383 -                | 1981 EV30                | 2 marzo 1981      | S. J. Bus                                            |
| 16384 -                | 1981 ES31                | 2 marzo 1981      | S. J. Bus                                            |
| 16385 -                | 1981 EQ32                | 7 marzo 1981      | S. J. Bus                                            |
| 16386 -                | 1981 ET34                | 2 marzo 1981      | S. J. Bus                                            |
| 16387 -                | 1981 EB37                | 11 marzo 1981     | S. J. Bus                                            |
| 16388 -                | 1981 EA39                | 2 marzo 1981      | S. J. Bus                                            |
| 16389 -                | 1981 EC39                | 2 marzo 1981      | S. J. Bus                                            |
| 16390 -                | 1981 EG39                | 2 marzo 1981      | S. J. Bus                                            |
| 16391 -                | 1981 EM40                | 2 marzo 1981      | S. J. Bus                                            |
| 16392 -                | 1981 EP42                | 2 marzo 1981      | S. J. Bus                                            |
| 16393 -                | 1981 QS                  | 24 agosto 1981    | L. Brožek                                            |
| 16394 -                | 1981 QD4                 | 30 agosto 1981    | S. J. Bus                                            |
| 16395 Ioannpravednyj   | 1981 US14                | 23 ottobre 1981   | L. I. Chernykh                                       |
| 16396 -                | 1981 UN22                | 24 ottobre 1981   | S. J. Bus                                            |
| 16397 Carlahayden      | 1982 JS2                 | 15 maggio 1982    | E. F. Helin E. M. Shoemaker                          |
| 16398 Hummel           | 1982 SN3                 | 24 settembre 1982 | F. Börngen                                           |
| 16399 Grokhovsky       | 1983 RF2                 | 14 settembre 1983 | E. Bowell                                            |
| 16400 -                | 1984 SS1                 | 27 settembre 1984 | Z. Vávrová                                           |

## 16401-16500
| Nome                  | Designazione provvisoria | Data di scoperta  | Scopritore                      |
| --------------------- | ------------------------ | ----------------- | ------------------------------- |
| 16401 -               | 1984 SV5                 | 21 settembre 1984 | H. Debehogne                    |
| 16402 Olgapopova      | 1984 UR                  | 26 ottobre 1984   | E. Bowell                       |
| 16403 -               | 1984 WJ1                 | 20 novembre 1984  | C. Pollas                       |
| 16404 -               | 1985 CM1                 | 13 febbraio 1985  | H. Debehogne                    |
| 16405 Testudo         | 1985 DA2                 | 20 febbraio 1985  | H. Debehogne                    |
| 16406 Oszkiewicz      | 1985 PH                  | 14 agosto 1985    | E. Bowell                       |
| 16407 Oiunskij        | 1985 SV2                 | 19 settembre 1985 | N. S. Chernykh L. I. Chernykh   |
| 16408 -               | 1986 AB                  | 11 gennaio 1986   | K. Suzuki T. Urata              |
| 16409 -               | 1986 CZ1                 | 12 febbraio 1986  | H. Debehogne                    |
| 16410 -               | 1986 QU2                 | 28 agosto 1986    | H. Debehogne                    |
| 16411 -               | 1986 QY2                 | 28 agosto 1986    | H. Debehogne                    |
| 16412 -               | 1986 WZ                  | 25 novembre 1986  | Z. Vávrová                      |
| 16413 Abulghazi       | 1987 BA2                 | 28 gennaio 1987   | E. W. Elst                      |
| 16414 Le Procope      | 1987 QO5                 | 25 agosto 1987    | E. W. Elst                      |
| 16415 -               | 1987 QE7                 | 21 agosto 1987    | P. Wild                         |
| 16416 -               | 1987 SM3                 | 25 settembre 1987 | P. Jensen                       |
| 16417 -               | 1987 SF5                 | 30 settembre 1987 | P. Jensen                       |
| 16418 Lortzing        | 1987 SD10                | 29 settembre 1987 | F. Börngen                      |
| 16419 Kovalev         | 1987 SS28                | 24 settembre 1987 | L. V. Zhuravleva                |
| 16420 -               | 1987 UN1                 | 28 ottobre 1987   | S. Ueda H. Kaneda               |
| 16421 Roadrunner      | 1988 BJ                  | 22 gennaio 1988   | E. W. Elst                      |
| 16422 -               | 1988 BT3                 | 18 gennaio 1988   | H. Debehogne                    |
| 16423 -               | 1988 BZ3                 | 19 gennaio 1988   | H. Debehogne                    |
| 16424 Davaine         | 1988 CD2                 | 11 febbraio 1988  | E. W. Elst                      |
| 16425 Chuckyeager     | 1988 CY2                 | 11 febbraio 1988  | E. W. Elst                      |
| 16426 -               | 1988 EC                  | 7 marzo 1988      | Y. Oshima                       |
| 16427 -               | 1988 EB2                 | 13 marzo 1988     | P. Jensen                       |
| 16428 -               | 1988 RD12                | 14 settembre 1988 | Tololo S. J. Bus                |
| 16429 -               | 1988 SB2                 | 16 settembre 1988 | Tololo S. J. Bus                |
| 16430 -               | 1988 VB1                 | 3 novembre 1988   | P. Jensen                       |
| 16431 -               | 1988 VH1                 | 6 novembre 1988   | M. Arai H. Mori                 |
| 16432 -               | 1988 VL2                 | 10 novembre 1988  | M. Arai H. Mori                 |
| 16433 -               | 1988 VX2                 | 8 novembre 1988   | S. Ueda H. Kaneda               |
| 16434 -               | 1988 VO3                 | 11 novembre 1988  | Y. Oshima                       |
| 16435 Fándly          | 1988 VE7                 | 7 novembre 1988   | M. Antal                        |
| 16436 -               | 1988 XL                  | 3 dicembre 1988   | Y. Oshima                       |
| 16437 -               | 1988 XX1                 | 7 dicembre 1988   | Oak Ridge Observatory           |
| 16438 Knöfel          | 1989 AU6                 | 11 gennaio 1989   | F. Börngen                      |
| 16439 Yamehoshinokawa | 1989 BZ                  | 30 gennaio 1989   | T. Fujii K. Watanabe            |
| 16440 -               | 1989 EN5                 | 2 marzo 1989      | R. H. McNaught                  |
| 16441 Kirchner        | 1989 EF6                 | 7 marzo 1989      | F. Börngen                      |
| 16442 -               | 1989 GM1                 | 3 aprile 1989     | E. W. Elst                      |
| 16443 -               | 1989 GV1                 | 3 aprile 1989     | E. W. Elst                      |
| 16444 Godefroy        | 1989 GW1                 | 3 aprile 1989     | E. W. Elst                      |
| 16445 Klimt           | 1989 GN3                 | 3 aprile 1989     | E. W. Elst                      |
| 16446 -               | 1989 MH                  | 29 giugno 1989    | E. F. Helin                     |
| 16447 Vauban          | 1989 RX                  | 3 settembre 1989  | E. W. Elst                      |
| 16448 -               | 1989 RV2                 | 7 settembre 1989  | A. Mrkos                        |
| 16449 Kigoyama        | 1989 SO                  | 29 settembre 1989 | T. Fujii K. Watanabe            |
| 16450 Messerschmidt   | 1989 SY2                 | 26 settembre 1989 | E. W. Elst                      |
| 16451 -               | 1989 SO3                 | 26 settembre 1989 | E. W. Elst                      |
| 16452 Goldfinger      | 1989 SE8                 | 28 settembre 1989 | C. S. Shoemaker E. M. Shoemaker |
| 16453 -               | 1989 SW8                 | 23 settembre 1989 | H. Debehogne                    |
| 16454 -               | 1989 TT2                 | 3 ottobre 1989    | Tololo S. J. Bus                |
| 16455 -               | 1989 TK16                | 4 ottobre 1989    | H. Debehogne                    |
| 16456 -               | 1989 UO                  | 23 ottobre 1989   | Y. Mizuno T. Furuta             |
| 16457 -               | 1989 VF                  | 2 novembre 1989   | S. Ueda H. Kaneda               |
| 16458 -               | 1989 WZ2                 | 21 novembre 1989  | Y. Oshima                       |
| 16459 Barth           | 1989 WE4                 | 28 novembre 1989  | F. Börngen                      |
| 16460 -               | 1989 YF1                 | 30 dicembre 1989  | R. H. McNaught                  |
| 16461 -               | 1990 BO                  | 21 gennaio 1990   | S. Ueda H. Kaneda               |
| 16462 -               | 1990 DZ1                 | 24 febbraio 1990  | H. Debehogne                    |
| 16463 Nayoro          | 1990 EK                  | 2 marzo 1990      | K. Endate K. Watanabe           |
| 16464 -               | 1990 EV1                 | 2 marzo 1990      | E. W. Elst                      |
| 16465 Basilrowe       | 1990 FV1                 | 24 marzo 1990     | J. Mueller                      |
| 16466 Piyashiriyama   | 1990 FJ2                 | 29 marzo 1990     | K. Endate K. Watanabe           |
| 16467 -               | 1990 FD3                 | 16 marzo 1990     | H. Debehogne                    |
| 16468 -               | 1990 HW1                 | 27 aprile 1990    | R. H. McNaught                  |
| 16469 -               | 1990 KR                  | 21 maggio 1990    | E. F. Helin                     |
| 16470 -               | 1990 OM2                 | 29 luglio 1990    | H. E. Holt                      |
| 16471 -               | 1990 OR3                 | 27 luglio 1990    | H. E. Holt                      |
| 16472 -               | 1990 OE5                 | 27 luglio 1990    | H. E. Holt                      |
| 16473 -               | 1990 QF2                 | 22 agosto 1990    | H. E. Holt                      |
| 16474 -               | 1990 QG3                 | 28 agosto 1990    | H. E. Holt                      |
| 16475 -               | 1990 QS4                 | 24 agosto 1990    | H. E. Holt                      |
| 16476 -               | 1990 QU4                 | 24 agosto 1990    | H. E. Holt                      |
| 16477 -               | 1990 QH5                 | 25 agosto 1990    | H. E. Holt                      |
| 16478 -               | 1990 QS6                 | 20 agosto 1990    | E. W. Elst                      |
| 16479 Paulze          | 1990 QK7                 | 20 agosto 1990    | E. W. Elst                      |
| 16480 -               | 1990 QN7                 | 20 agosto 1990    | E. W. Elst                      |
| 16481 Thames          | 1990 QU7                 | 16 agosto 1990    | E. W. Elst                      |
| 16482 -               | 1990 QK8                 | 16 agosto 1990    | E. W. Elst                      |
| 16483 -               | 1990 QX8                 | 16 agosto 1990    | E. W. Elst                      |
| 16484 -               | 1990 QJ9                 | 16 agosto 1990    | E. W. Elst                      |
| 16485 -               | 1990 RG2                 | 14 settembre 1990 | H. E. Holt                      |
| 16486 -               | 1990 RM3                 | 14 settembre 1990 | H. E. Holt                      |
| 16487 -               | 1990 RV5                 | 8 settembre 1990  | H. Debehogne                    |
| 16488 -               | 1990 RX8                 | 13 settembre 1990 | H. E. Holt                      |
| 16489 -               | 1990 SG                  | 17 settembre 1990 | R. H. McNaught                  |
| 16490 -               | 1990 ST2                 | 18 settembre 1990 | H. E. Holt                      |
| 16491 -               | 1990 SA3                 | 18 settembre 1990 | H. E. Holt                      |
| 16492 -               | 1990 SQ5                 | 22 settembre 1990 | E. W. Elst                      |
| 16493 -               | 1990 SB6                 | 22 settembre 1990 | E. W. Elst                      |
| 16494 Oka             | 1990 SP8                 | 22 settembre 1990 | E. W. Elst                      |
| 16495 -               | 1990 SR8                 | 22 settembre 1990 | E. W. Elst                      |
| 16496 -               | 1990 SS8                 | 22 settembre 1990 | E. W. Elst                      |
| 16497 Toinevermeylen  | 1990 SU8                 | 22 settembre 1990 | E. W. Elst                      |
| 16498 Passau          | 1990 SX8                 | 22 settembre 1990 | E. W. Elst                      |
| 16499 -               | 1990 SU9                 | 22 settembre 1990 | E. W. Elst                      |
| 16500 -               | 1990 SX10                | 16 settembre 1990 | H. E. Holt                      |

## 16501-16600
| Nome                 | Designazione provvisoria | Data di scoperta  | Scopritore                 |
| -------------------- | ------------------------ | ----------------- | -------------------------- |
| 16501 -              | 1990 SX13                | 23 settembre 1990 | H. Debehogne               |
| 16502 -              | 1990 SB14                | 23 settembre 1990 | H. Debehogne               |
| 16503 Ayato          | 1990 TY                  | 15 ottobre 1990   | T. Seki                    |
| 16504 -              | 1990 TR5                 | 9 ottobre 1990    | R. H. McNaught             |
| 16505 Sulzer         | 1990 TB13                | 12 ottobre 1990   | F. Börngen L. D. Schmadel  |
| 16506 -              | 1990 UH1                 | 20 ottobre 1990   | R. H. McNaught             |
| 16507 Fuuren         | 1990 UM2                 | 24 ottobre 1990   | K. Endate K. Watanabe      |
| 16508 -              | 1990 UB3                 | 19 ottobre 1990   | A. Sugie                   |
| 16509 -              | 1990 UE4                 | 16 ottobre 1990   | E. W. Elst                 |
| 16510 -              | 1990 UL4                 | 16 ottobre 1990   | E. W. Elst                 |
| 16511 -              | 1990 UR4                 | 16 ottobre 1990   | E. W. Elst                 |
| 16512 -              | 1990 VQ4                 | 15 novembre 1990  | E. W. Elst                 |
| 16513 Vasks          | 1990 VP6                 | 15 novembre 1990  | E. W. Elst                 |
| 16514 Stevelia       | 1990 VZ6                 | 11 novembre 1990  | C. S. Shoemaker D. H. Levy |
| 16515 Usman'grad     | 1990 VN14                | 15 novembre 1990  | L. I. Chernykh             |
| 16516 Efremlevitan   | 1990 VR14                | 15 novembre 1990  | L. I. Chernykh             |
| 16517 -              | 1990 WD                  | 19 novembre 1990  | R. H. McNaught             |
| 16518 Akihikoito     | 1990 WF                  | 16 novembre 1990  | T. Hioki S. Hayakawa       |
| 16519 -              | 1990 WV                  | 18 novembre 1990  | E. W. Elst                 |
| 16520 -              | 1990 WO3                 | 21 novembre 1990  | E. W. Elst                 |
| 16521 -              | 1990 WR5                 | 18 novembre 1990  | E. W. Elst                 |
| 16522 Tell           | 1991 AJ3                 | 15 gennaio 1991   | F. Börngen                 |
| 16523 -              | 1991 BP                  | 19 gennaio 1991   | A. Sugie                   |
| 16524 Hausmann       | 1991 BB3                 | 17 gennaio 1991   | F. Börngen                 |
| 16525 Shumarinaiko   | 1991 CU2                 | 14 febbraio 1991  | K. Endate K. Watanabe      |
| 16526 -              | 1991 DC                  | 17 febbraio 1991  | M. Arai H. Mori            |
| 16527 -              | 1991 DH1                 | 18 febbraio 1991  | E. F. Helin                |
| 16528 Terakado       | 1991 GV                  | 2 aprile 1991     | K. Endate K. Watanabe      |
| 16529 Dangoldin      | 1991 GO1                 | 9 aprile 1991     | E. F. Helin                |
| 16530 -              | 1991 GR7                 | 8 aprile 1991     | E. W. Elst                 |
| 16531 -              | 1991 GO8                 | 8 aprile 1991     | E. W. Elst                 |
| 16532 -              | 1991 LY                  | 14 giugno 1991    | E. F. Helin                |
| 16533 -              | 1991 LA1                 | 14 giugno 1991    | E. F. Helin                |
| 16534 -              | 1991 NB1                 | 10 luglio 1991    | E. F. Helin                |
| 16535 -              | 1991 NF3                 | 4 luglio 1991     | H. Debehogne               |
| 16536 -              | 1991 PV1                 | 10 agosto 1991    | E. W. Elst                 |
| 16537 -              | 1991 PF11                | 8 agosto 1991     | H. E. Holt                 |
| 16538 -              | 1991 PO12                | 5 agosto 1991     | H. E. Holt                 |
| 16539 -              | 1991 PY12                | 5 agosto 1991     | H. E. Holt                 |
| 16540 -              | 1991 PO16                | 7 agosto 1991     | H. E. Holt                 |
| 16541 -              | 1991 PW18                | 8 agosto 1991     | H. E. Holt                 |
| 16542 -              | 1991 PK31                | 14 agosto 1991    | E. W. Elst                 |
| 16543 Rosetta        | 1991 RC2                 | 5 settembre 1991  | E. W. Elst                 |
| 16544 Hochlehnert    | 1991 RA3                 | 9 settembre 1991  | L. D. Schmadel F. Börngen  |
| 16545 -              | 1991 RN4                 | 9 settembre 1991  | S. Otomo                   |
| 16546 -              | 1991 RP5                 | 13 settembre 1991 | H. E. Holt                 |
| 16547 -              | 1991 RS7                 | 7 settembre 1991  | E. F. Helin                |
| 16548 -              | 1991 RR9                 | 10 settembre 1991 | H. E. Holt                 |
| 16549 -              | 1991 RE10                | 12 settembre 1991 | H. E. Holt                 |
| 16560 Daitor         | 1991 RB13                | 10 settembre 1991 | H. E. Holt                 |
| 16551 -              | 1991 RT14                | 15 settembre 1991 | H. E. Holt                 |
| 16552 Sawamura       | 1991 SB                  | 16 settembre 1991 | K. Endate K. Watanabe      |
| 16553 -              | 1991 TL14                | 7 ottobre 1991    | C. P. de Saint-Aignan      |
| 16554 -              | 1991 UE2                 | 29 ottobre 1991   | S. Ueda H. Kaneda          |
| 16555 Nagaomasami    | 1991 US3                 | 31 ottobre 1991   | K. Endate K. Watanabe      |
| 16556 -              | 1991 VQ1                 | 4 novembre 1991   | S. Ueda H. Kaneda          |
| 16557 -              | 1991 VE2                 | 9 novembre 1991   | S. Ueda H. Kaneda          |
| 16558 -              | 1991 VQ2                 | 1 novembre 1991   | E. F. Helin                |
| 16559 -              | 1991 VA3                 | 9 novembre 1991   | A. Sugie                   |
| 16560 -              | 1991 VZ5                 | 2 novembre 1991   | E. W. Elst                 |
| 16561 Rawls          | 1991 VP7                 | 3 novembre 1991   | Spacewatch                 |
| 16562 -              | 1992 AV1                 | 9 gennaio 1992    | E. F. Helin                |
| 16563 Ob             | 1992 BF2                 | 30 gennaio 1992   | E. W. Elst                 |
| 16564 Coriolis       | 1992 BK2                 | 30 gennaio 1992   | E. W. Elst                 |
| 16565 -              | 1992 CZ1                 | 12 febbraio 1992  | O. A. Naranjo J. Stock     |
| 16566 -              | 1992 CZ2                 | 2 febbraio 1992   | E. W. Elst                 |
| 16567 -              | 1992 CQ3                 | 2 febbraio 1992   | E. W. Elst                 |
| 16568 -              | 1992 DX5                 | 29 febbraio 1992  | UESAC                      |
| 16569 -              | 1992 DA10                | 29 febbraio 1992  | UESAC                      |
| 16570 -              | 1992 DE11                | 29 febbraio 1992  | UESAC                      |
| 16571 -              | 1992 EE                  | 2 marzo 1992      | S. Ueda H. Kaneda          |
| 16572 -              | 1992 EU5                 | 2 marzo 1992      | UESAC                      |
| 16573 -              | 1992 EC10                | 2 marzo 1992      | UESAC                      |
| 16574 -              | 1992 EU10                | 6 marzo 1992      | UESAC                      |
| 16575 -              | 1992 EH11                | 6 marzo 1992      | UESAC                      |
| 16576 -              | 1992 EY11                | 6 marzo 1992      | UESAC                      |
| 16577 -              | 1992 ET23                | 2 marzo 1992      | UESAC                      |
| 16578 Essjayess      | 1992 FM1                 | 29 marzo 1992     | D. I. Steel                |
| 16579 -              | 1992 GO                  | 3 aprile 1992     | S. Ueda H. Kaneda          |
| 16580 -              | 1992 HA                  | 21 aprile 1992    | S. Otomo                   |
| 16581 -              | 1992 JF3                 | 8 maggio 1992     | H. Debehogne               |
| 16582 -              | 1992 JS3                 | 11 maggio 1992    | H. Debehogne               |
| 16583 Oersted        | 1992 OH2                 | 26 luglio 1992    | E. W. Elst                 |
| 16584 -              | 1992 PM                  | 8 agosto 1992     | E. W. Elst                 |
| 16585 -              | 1992 QR                  | 23 agosto 1992    | H. E. Holt                 |
| 16586 -              | 1992 RZ6                 | 2 settembre 1992  | E. W. Elst                 |
| 16587 Nagamori       | 1992 SE                  | 21 settembre 1992 | K. Endate K. Watanabe      |
| 16588 Johngee        | 1992 ST                  | 23 settembre 1992 | E. F. Helin                |
| 16589 Hastrup        | 1992 SL1                 | 24 settembre 1992 | E. F. Helin                |
| 16590 Brunowalter    | 1992 SM2                 | 21 settembre 1992 | F. Börngen L. D. Schmadel  |
| 16591 -              | 1992 SY17                | 30 settembre 1992 | H. E. Holt                 |
| 16592 -              | 1992 TM1                 | 3 ottobre 1992    | H. E. Holt                 |
| 16593 -              | 1992 UB3                 | 25 ottobre 1992   | T. Hioki S. Hayakawa       |
| 16594 Sorachi        | 1992 UL4                 | 26 ottobre 1992   | K. Endate K. Watanabe      |
| 16595 -              | 1992 UU6                 | 20 ottobre 1992   | H. E. Holt                 |
| 16596 Stephenstrauss | 1992 UN7                 | 18 ottobre 1992   | Spacewatch                 |
| 16597 -              | 1992 YU1                 | 18 dicembre 1992  | E. W. Elst                 |
| 16598 Brugmansia     | 1992 YC2                 | 18 dicembre 1992  | E. W. Elst                 |
| 16599 Shorland       | 1993 BR2                 | 20 gennaio 1993   | Y. Kushida O. Muramatsu    |
| 16600 -              | 1993 DQ                  | 21 febbraio 1993  | S. Ueda H. Kaneda          |

## 16601-16700
| Nome                  | Designazione provvisoria | Data di scoperta  | Scopritore                      |
| --------------------- | ------------------------ | ----------------- | ------------------------------- |
| 16601 -               | 1993 FQ1                 | 25 marzo 1993     | S. Ueda H. Kaneda               |
| 16602 Anabuki         | 1993 FY3                 | 17 marzo 1993     | T. Seki                         |
| 16603 -               | 1993 FG6                 | 17 marzo 1993     | UESAC                           |
| 16604 -               | 1993 FQ10                | 17 marzo 1993     | UESAC                           |
| 16605 -               | 1993 FR10                | 17 marzo 1993     | UESAC                           |
| 16606 -               | 1993 FH11                | 17 marzo 1993     | UESAC                           |
| 16607 -               | 1993 FN12                | 17 marzo 1993     | UESAC                           |
| 16608 -               | 1993 FA23                | 21 marzo 1993     | UESAC                           |
| 16609 -               | 1993 FB23                | 21 marzo 1993     | UESAC                           |
| 16610 -               | 1993 FV23                | 21 marzo 1993     | UESAC                           |
| 16611 -               | 1993 FY23                | 21 marzo 1993     | UESAC                           |
| 16612 -               | 1993 FF25                | 21 marzo 1993     | UESAC                           |
| 16613 -               | 1993 FD28                | 21 marzo 1993     | UESAC                           |
| 16614 -               | 1993 FS35                | 19 marzo 1993     | UESAC                           |
| 16615 -               | 1993 FW40                | 19 marzo 1993     | UESAC                           |
| 16616 -               | 1993 FB44                | 19 marzo 1993     | UESAC                           |
| 16617 -               | 1993 FC48                | 19 marzo 1993     | UESAC                           |
| 16618 -               | 1993 FX52                | 17 marzo 1993     | UESAC                           |
| 16619 -               | 1993 FR58                | 19 marzo 1993     | UESAC                           |
| 16620 -               | 1993 FE78                | 21 marzo 1993     | UESAC                           |
| 16621 -               | 1993 FA84                | 23 marzo 1993     | UESAC                           |
| 16622 -               | 1993 GG1                 | 15 aprile 1993    | H. E. Holt                      |
| 16623 Muenzel         | 1993 GM1                 | 14 aprile 1993    | H. Debehogne                    |
| 16624 Hoshizawa       | 1993 HX                  | 16 aprile 1993    | K. Endate K. Watanabe           |
| 16625 Kunitsugu       | 1993 HG1                 | 20 aprile 1993    | K. Endate K. Watanabe           |
| 16626 Thumper         | 1993 HJ3                 | 20 aprile 1993    | Spacewatch                      |
| 16627 -               | 1993 JK                  | 14 maggio 1993    | S. Ueda H. Kaneda               |
| 16628 -               | 1993 KF                  | 16 maggio 1993    | S. Otomo                        |
| 16629 -               | 1993 LK1                 | 15 giugno 1993    | H. E. Holt                      |
| 16630 -               | 1993 NZ1                 | 12 luglio 1993    | E. W. Elst                      |
| 16631 -               | 1993 OY3                 | 20 luglio 1993    | E. W. Elst                      |
| 16632 -               | 1993 OH4                 | 20 luglio 1993    | E. W. Elst                      |
| 16633 -               | 1993 OV5                 | 20 luglio 1993    | E. W. Elst                      |
| 16634 -               | 1993 OD8                 | 20 luglio 1993    | E. W. Elst                      |
| 16635 -               | 1993 QO                  | 20 agosto 1993    | E. F. Helin                     |
| 16636 -               | 1993 QP                  | 23 agosto 1993    | E. F. Helin K. J. Lawrence      |
| 16637 -               | 1993 QP2                 | 16 agosto 1993    | E. W. Elst                      |
| 16638 -               | 1993 QN3                 | 18 agosto 1993    | E. W. Elst                      |
| 16639 -               | 1993 QD4                 | 18 agosto 1993    | E. W. Elst                      |
| 16640 -               | 1993 QU9                 | 20 agosto 1993    | E. W. Elst                      |
| 16641 Esteban         | 1993 QH10                | 16 agosto 1993    | C. S. Shoemaker E. M. Shoemaker |
| 16642 -               | 1993 RK4                 | 15 settembre 1993 | E. W. Elst                      |
| 16643 -               | 1993 RV15                | 15 settembre 1993 | H. Debehogne E. W. Elst         |
| 16644 Otemaedaigaku   | 1993 SH1                 | 16 settembre 1993 | K. Endate K. Watanabe           |
| 16645 Aldalara        | 1993 SP3                 | 22 settembre 1993 | O. A. Naranjo                   |
| 16646 Sparrman        | 1993 SJ5                 | 19 settembre 1993 | E. W. Elst                      |
| 16647 Robbydesmet     | 1993 SQ6                 | 17 settembre 1993 | E. W. Elst                      |
| 16648 Hossi           | 1993 SH7                 | 17 settembre 1993 | E. W. Elst                      |
| 16649 Masayasu        | 1993 TY1                 | 15 ottobre 1993   | K. Endate K. Watanabe           |
| 16650 Sakushingakuin  | 1993 TE3                 | 11 ottobre 1993   | K. Endate K. Watanabe           |
| 16651 -               | 1993 TS11                | 13 ottobre 1993   | H. E. Holt                      |
| 16652 -               | 1993 TT12                | 13 ottobre 1993   | H. E. Holt                      |
| 16653 -               | 1993 TP19                | 9 ottobre 1993    | E. W. Elst                      |
| 16654 -               | 1993 TY29                | 9 ottobre 1993    | E. W. Elst                      |
| 16655 -               | 1993 TS33                | 9 ottobre 1993    | E. W. Elst                      |
| 16656 -               | 1993 TP37                | 9 ottobre 1993    | E. W. Elst                      |
| 16657 -               | 1993 UB                  | 23 ottobre 1993   | R. H. McNaught                  |
| 16658 -               | 1993 UD1                 | 26 ottobre 1993   | Farra d'Isonzo                  |
| 16659 -               | 1993 UH1                 | 19 ottobre 1993   | E. F. Helin                     |
| 16660 -               | 1993 US7                 | 20 ottobre 1993   | E. W. Elst                      |
| 16661 -               | 1993 VS1                 | 11 novembre 1993  | S. Ueda H. Kaneda               |
| 16662 -               | 1993 VU1                 | 11 novembre 1993  | S. Ueda H. Kaneda               |
| 16663 -               | 1993 VG4                 | 11 novembre 1993  | S. Ueda H. Kaneda               |
| 16664 -               | 1993 VO4                 | 9 novembre 1993   | E. W. Elst                      |
| 16665 -               | 1993 XK                  | 8 dicembre 1993   | T. Kobayashi                    |
| 16666 Liroma          | 1993 XL1                 | 7 dicembre 1993   | C. S. Shoemaker                 |
| 16667 -               | 1993 XM1                 | 10 dicembre 1993  | Spacewatch                      |
| 16668 -               | 1993 XN1                 | 15 dicembre 1993  | T. Kobayashi                    |
| 16669 Rionuevo        | 1993 XK3                 | 8 dicembre 1993   | C. S. Shoemaker D. H. Levy      |
| 16670 -               | 1994 AS2                 | 14 gennaio 1994   | T. Kobayashi                    |
| 16671 Tago            | 1994 AF3                 | 13 gennaio 1994   | K. Endate K. Watanabe           |
| 16672 Bedini          | 1994 BA1                 | 17 gennaio 1994   | A. Boattini M. Tombelli         |
| 16673 -               | 1994 BF1                 | 23 gennaio 1994   | T. Kobayashi                    |
| 16674 Birkeland       | 1994 BK3                 | 16 gennaio 1994   | E. W. Elst C. Pollas            |
| 16675 Torii           | 1994 CY1                 | 8 febbraio 1994   | K. Endate K. Watanabe           |
| 16676 Tinne           | 1994 CA5                 | 11 febbraio 1994  | Spacewatch                      |
| 16677 -               | 1994 CT11                | 7 febbraio 1994   | E. W. Elst                      |
| 16678 -               | 1994 CC18                | 8 febbraio 1994   | E. W. Elst                      |
| 16679 -               | 1994 EQ2                 | 14 marzo 1994     | S. Otomo                        |
| 16680 Minamitanemachi | 1994 EP3                 | 14 marzo 1994     | K. Endate K. Watanabe           |
| 16681 -               | 1994 EV7                 | 11 marzo 1994     | E. F. Helin                     |
| 16682 Donati          | 1994 FB                  | 18 marzo 1994     | M. Cavagna V. Giuliani          |
| 16683 Alepieri        | 1994 JY                  | 3 maggio 1994     | L. Tesi G. Cattani              |
| 16684 -               | 1994 JQ1                 | 11 maggio 1994    | M. J. Irwin A. N. Zytkow        |
| 16685 -               | 1994 JU8                 | 8 maggio 1994     | S. Otomo                        |
| 16686 -               | 1994 PL9                 | 10 agosto 1994    | E. W. Elst                      |
| 16687 -               | 1994 PN20                | 12 agosto 1994    | E. W. Elst                      |
| 16688 -               | 1994 PN21                | 12 agosto 1994    | E. W. Elst                      |
| 16689 Vistula         | 1994 PZ26                | 12 agosto 1994    | E. W. Elst                      |
| 16690 Fabritius       | 1994 UR6                 | 28 ottobre 1994   | Spacewatch                      |
| 16691 -               | 1994 VS                  | 3 novembre 1994   | T. Kobayashi                    |
| 16692 -               | 1994 VO1                 | 3 novembre 1994   | T. Kobayashi                    |
| 16693 Moseley         | 1994 YC2                 | 26 dicembre 1994  | D. J. Asher                     |
| 16694 -               | 1995 AJ                  | 2 gennaio 1995    | T. Kobayashi                    |
| 16695 Terryhandley    | 1995 AM                  | 7 gennaio 1995    | Spacewatch                      |
| 16696 Villamayor      | 1995 BE7                 | 28 gennaio 1995   | Spacewatch                      |
| 16697 -               | 1995 CQ                  | 1 febbraio 1995   | S. Otomo                        |
| 16698 -               | 1995 CX                  | 3 febbraio 1995   | T. Kobayashi                    |
| 16699 -               | 1995 DC                  | 20 febbraio 1995  | T. Kobayashi                    |
| 16700 Seiwa           | 1995 DZ                  | 22 febbraio 1995  | T. Kobayashi                    |

## 16701-16800
| Nome                 | Designazione provvisoria | Data di scoperta  | Scopritore                           |
| -------------------- | ------------------------ | ----------------- | ------------------------------------ |
| 16701 Volpe          | 1995 DH4                 | 21 febbraio 1995  | Spacewatch                           |
| 16702 Buxner         | 1995 DZ8                 | 24 febbraio 1995  | Spacewatch                           |
| 16703 Richardstrauss | 1995 ER7                 | 2 marzo 1995      | Spacewatch                           |
| 16704 Taisukekaneko  | 1995 ED8                 | 7 marzo 1995      | M. Hirasawa S. Suzuki                |
| 16705 Reinhardt      | 1995 EO8                 | 4 marzo 1995      | F. Börngen                           |
| 16706 Svojsík        | 1995 OE1                 | 30 luglio 1995    | P. Pravec                            |
| 16707 Norman         | 1995 QP10                | 19 agosto 1995    | C.-I. Lagerkvist                     |
| 16708 -              | 1995 SP1                 | 21 settembre 1995 | T. B. Spahr                          |
| 16709 Auratian       | 1995 SH5                 | 29 settembre 1995 | J. Tichá                             |
| 16710 Kluyver        | 1995 SL20                | 18 settembre 1995 | Spacewatch                           |
| 16711 Ka-Dar         | 1995 SM29                | 26 settembre 1995 | T. V. Kryachko                       |
| 16712 -              | 1995 SW29                | 30 settembre 1995 | C. W. Hergenrother                   |
| 16713 Airashi        | 1995 SV52                | 20 settembre 1995 | K. Endate K. Watanabe                |
| 16714 Arndt          | 1995 SM54                | 21 settembre 1995 | F. Börngen                           |
| 16715 Trettenero     | 1995 UN5                 | 20 ottobre 1995   | Osservatorio San Vittore             |
| 16716 -              | 1995 UX6                 | 21 ottobre 1995   | N. Sato T. Urata                     |
| 16717 -              | 1995 UJ8                 | 27 ottobre 1995   | T. Kobayashi                         |
| 16718 Morikawa       | 1995 UA9                 | 30 ottobre 1995   | K. Endate K. Watanabe                |
| 16719 Mizokami       | 1995 UF45                | 28 ottobre 1995   | K. Endate K. Watanabe                |
| 16720 -              | 1995 WT                  | 17 novembre 1995  | T. Kobayashi                         |
| 16721 -              | 1995 WF3                 | 16 novembre 1995  | S. Ueda H. Kaneda                    |
| 16722 -              | 1995 WG7                 | 24 novembre 1995  | Y. Shimizu T. Urata                  |
| 16723 Fumiofuke      | 1995 WX8                 | 27 novembre 1995  | N. Sato T. Urata                     |
| 16724 Ullilotzmann   | 1995 YV3                 | 28 dicembre 1995  | Spacewatch                           |
| 16725 Toudono        | 1996 CE3                 | 15 febbraio 1996  | T. Okuni                             |
| 16726 -              | 1996 DC                  | 18 febbraio 1996  | T. Kobayashi                         |
| 16727 -              | 1996 EK2                 | 15 marzo 1996     | NEAT                                 |
| 16728 -              | 1996 GB18                | 15 aprile 1996    | E. W. Elst                           |
| 16729 -              | 1996 GA19                | 15 aprile 1996    | E. W. Elst                           |
| 16730 Nijisseiki     | 1996 HJ1                 | 17 aprile 1996    | Saji                                 |
| 16731 Mitsumata      | 1996 HK1                 | 17 aprile 1996    | Saji                                 |
| 16732 -              | 1996 HZ16                | 18 aprile 1996    | E. W. Elst                           |
| 16733 -              | 1996 HM22                | 22 aprile 1996    | NEAT                                 |
| 16734 -              | 1996 HZ22                | 20 aprile 1996    | E. W. Elst                           |
| 16735 -              | 1996 JJ                  | 8 maggio 1996     | S. Ueda H. Kaneda                    |
| 16736 Tongariyama    | 1996 JW2                 | 13 maggio 1996    | T. Okuni                             |
| 16737 -              | 1996 KN1                 | 24 maggio 1996    | Višnjan Observatory                  |
| 16738 -              | 1996 KQ1                 | 19 maggio 1996    | Beijing Schmidt CCD Asteroid Program |
| 16739 -              | 1996 KX2                 | 24 maggio 1996    | Beijing Schmidt CCD Asteroid Program |
| 16740 Kipthorne      | 1996 KT8                 | 22 maggio 1996    | E. W. Elst                           |
| 16741 -              | 1996 NZ3                 | 14 luglio 1996    | E. W. Elst                           |
| 16742 Zink           | 1996 ON                  | 21 luglio 1996    | Kleť                                 |
| 16743 -              | 1996 OQ                  | 21 luglio 1996    | NEAT                                 |
| 16744 Antonioleone   | 1996 OJ2                 | 23 luglio 1996    | L. Tesi                              |
| 16745 Zappa          | 1996 PF5                 | 9 agosto 1996     | Osservatorio San Vittore             |
| 16746 -              | 1996 PW6                 | 8 agosto 1996     | H. Shiozawa T. Urata                 |
| 16747 -              | 1996 PS8                 | 8 agosto 1996     | E. W. Elst                           |
| 16748 -              | 1996 PD9                 | 8 agosto 1996     | E. W. Elst                           |
| 16749 Vospini        | 1996 QE                  | 16 agosto 1996    | P. Sicoli V. Giuliani                |
| 16750 Marisandoz     | 1996 QL                  | 18 agosto 1996    | R. Linderholm                        |
| 16751 -              | 1996 QG1                 | 18 agosto 1996    | Y. Shimizu T. Urata                  |
| 16752 -              | 1996 QP1                 | 22 agosto 1996    | Y. Shimizu T. Urata                  |
| 16753 -              | 1996 QS1                 | 21 agosto 1996    | S. P. Laurie                         |
| 16754 -              | 1996 RW                  | 10 settembre 1996 | NEAT                                 |
| 16755 Cayley         | 1996 RE1                 | 9 settembre 1996  | P. G. Comba                          |
| 16756 Keuskamp       | 1996 RQ11                | 8 settembre 1996  | Spacewatch                           |
| 16757 Luoxiahong     | 1996 SC6                 | 18 settembre 1996 | Beijing Schmidt CCD Asteroid Program |
| 16758 -              | 1996 TR1                 | 3 ottobre 1996    | Beijing Schmidt CCD Asteroid Program |
| 16759 Furuyama       | 1996 TJ7                 | 10 ottobre 1996   | A. Nakamura                          |
| 16760 Masanori       | 1996 TY7                 | 11 ottobre 1996   | H. Abe                               |
| 16761 Hertz          | 1996 TE8                 | 3 ottobre 1996    | V. Goretti                           |
| 16762 -              | 1996 TK10                | 9 ottobre 1996    | S. Ueda H. Kaneda                    |
| 16763 -              | 1996 TG12                | 3 ottobre 1996    | Beijing Schmidt CCD Asteroid Program |
| 16764 -              | 1996 TV14                | 9 ottobre 1996    | T. Okuni                             |
| 16765 Agnesi         | 1996 UA                  | 16 ottobre 1996   | P. G. Comba                          |
| 16766 Righi          | 1996 UP                  | 18 ottobre 1996   | V. Goretti                           |
| 16767 -              | 1996 US                  | 16 ottobre 1996   | Y. Shimizu T. Urata                  |
| 16768 -              | 1996 UA1                 | 20 ottobre 1996   | T. Kobayashi                         |
| 16769 -              | 1996 UN1                 | 29 ottobre 1996   | M. Aoki                              |
| 16770 Angkor Wat     | 1996 UD3                 | 30 ottobre 1996   | V. S. Casulli                        |
| 16771 -              | 1996 UQ3                 | 19 ottobre 1996   | S. P. Laurie                         |
| 16772 -              | 1996 UC4                 | 29 ottobre 1996   | Beijing Schmidt CCD Asteroid Program |
| 16773 -              | 1996 VO1                 | 6 novembre 1996   | Y. Shimizu T. Urata                  |
| 16774 -              | 1996 VP1                 | 6 novembre 1996   | Y. Shimizu T. Urata                  |
| 16775 -              | 1996 VB6                 | 15 novembre 1996  | T. Kobayashi                         |
| 16776 -              | 1996 VA8                 | 3 novembre 1996   | S. Ueda H. Kaneda                    |
| 16777 Bosma          | 1996 VD29                | 13 novembre 1996  | Spacewatch                           |
| 16778 -              | 1996 WU1                 | 30 novembre 1996  | T. Kobayashi                         |
| 16779 Mittelman      | 1996 WH2                 | 30 novembre 1996  | D. di Cicco                          |
| 16780 -              | 1996 XT1                 | 2 dicembre 1996   | T. Kobayashi                         |
| 16781 Renčín         | 1996 XU18                | 12 dicembre 1996  | M. Tichý Z. Moravec                  |
| 16782 -              | 1996 XC19                | 8 dicembre 1996   | T. Kobayashi                         |
| 16783 Bychkov        | 1996 XY25                | 14 dicembre 1996  | R. A. Tucker                         |
| 16784 -              | 1996 YD2                 | 22 dicembre 1996  | Beijing Schmidt CCD Asteroid Program |
| 16785 -              | 1997 AL1                 | 2 gennaio 1997    | T. Kobayashi                         |
| 16786 -              | 1997 AT1                 | 2 gennaio 1997    | Y. Shimizu T. Urata                  |
| 16787 -              | 1997 AZ1                 | 3 gennaio 1997    | T. Kobayashi                         |
| 16788 Alyssarose     | 1997 AR2                 | 3 gennaio 1997    | T. Kobayashi                         |
| 16789 -              | 1997 AU3                 | 3 gennaio 1997    | T. Urata                             |
| 16790 Yuuzou         | 1997 AZ4                 | 2 gennaio 1997    | N. Sato                              |
| 16791 -              | 1997 AR5                 | 7 gennaio 1997    | T. Kobayashi                         |
| 16792 -              | 1997 AK13                | 11 gennaio 1997   | T. Kobayashi                         |
| 16793 -              | 1997 AA18                | 15 gennaio 1997   | T. Kobayashi                         |
| 16794 Cucullia       | 1997 CQ1                 | 2 febbraio 1997   | J. Tichá M. Tichý                    |
| 16795 -              | 1997 CA3                 | 3 febbraio 1997   | T. Kobayashi                         |
| 16796 Shinji         | 1997 CY16                | 6 febbraio 1997   | N. Sato                              |
| 16797 Wilkerson      | 1997 CA17                | 7 febbraio 1997   | A. Boattini L. Tesi                  |
| 16798 -              | 1997 EL50                | 5 marzo 1997      | E. W. Elst                           |
| 16799 -              | 1997 JU7                 | 3 maggio 1997     | Beijing Schmidt CCD Asteroid Program |
| 16800 -              | 1997 JQ16                | 3 maggio 1997     | E. W. Elst                           |

## 16801-16900
| Nome                   | Designazione provvisoria | Data di scoperta  | Scopritore                                   |
| ---------------------- | ------------------------ | ----------------- | -------------------------------------------- |
| 16801 Petřínpragensis  | 1997 SC2                 | 23 settembre 1997 | P. Pravec                                    |
| 16802 Rainer           | 1997 SP3                 | 25 settembre 1997 | E. Meyer                                     |
| 16803 -                | 1997 SU10                | 26 settembre 1997 | Beijing Schmidt CCD Asteroid Program         |
| 16804 Bonini           | 1997 SX15                | 27 settembre 1997 | ODAS                                         |
| 16805 -                | 1997 SE16                | 27 settembre 1997 | N. Kawasato                                  |
| 16806 -                | 1997 SB34                | 17 settembre 1997 | Beijing Schmidt CCD Asteroid Program         |
| 16807 Terasako         | 1997 TW25                | 12 ottobre 1997   | A. Nakamura                                  |
| 16808 -                | 1997 TV26                | 8 ottobre 1997    | N. Kawasato                                  |
| 16809 Galápagos        | 1997 US                  | 21 ottobre 1997   | Starkenburg                                  |
| 16810 Pavelaleksandrov | 1997 UY2                 | 25 ottobre 1997   | P. G. Comba                                  |
| 16811 -                | 1997 UP3                 | 26 ottobre 1997   | T. Kobayashi                                 |
| 16812 -                | 1997 UQ3                 | 26 ottobre 1997   | T. Kobayashi                                 |
| 16813 Ronmastaler      | 1997 UT6                 | 23 ottobre 1997   | Spacewatch                                   |
| 16814 -                | 1997 UY8                 | 29 ottobre 1997   | T. Kobayashi                                 |
| 16815 -                | 1997 UA9                 | 29 ottobre 1997   | T. Kobayashi                                 |
| 16816 -                | 1997 UF9                 | 29 ottobre 1997   | LINEAR                                       |
| 16817 Onderlička       | 1997 UU10                | 30 ottobre 1997   | P. Pravec                                    |
| 16818 -                | 1997 UL24                | 28 ottobre 1997   | Beijing Schmidt CCD Asteroid Program         |
| 16819 -                | 1997 VW                  | 1 novembre 1997   | T. Kobayashi                                 |
| 16820 -                | 1997 VA3                 | 6 novembre 1997   | T. Stafford                                  |
| 16821 -                | 1997 VZ4                 | 5 novembre 1997   | Y. Shimizu T. Urata                          |
| 16822 -                | 1997 VA5                 | 5 novembre 1997   | Y. Shimizu T. Urata                          |
| 16823 -                | 1997 VE6                 | 9 novembre 1997   | T. Kobayashi                                 |
| 16824 -                | 1997 VA8                 | 6 novembre 1997   | Beijing Schmidt CCD Asteroid Program         |
| 16825 -                | 1997 VC8                 | 6 novembre 1997   | Beijing Schmidt CCD Asteroid Program         |
| 16826 Daisuke          | 1997 WA2                 | 19 novembre 1997  | N. Sato                                      |
| 16827 -                | 1997 WD2                 | 23 novembre 1997  | T. Kobayashi                                 |
| 16828 -                | 1997 WR2                 | 23 novembre 1997  | T. Kobayashi                                 |
| 16829 Richardfrench    | 1997 WG7                 | 24 novembre 1997  | Spacewatch                                   |
| 16830 -                | 1997 WQ7                 | 19 novembre 1997  | Y. Shimizu T. Urata                          |
| 16831 -                | 1997 WM21                | 30 novembre 1997  | T. Kobayashi                                 |
| 16832 -                | 1997 WR21                | 30 novembre 1997  | T. Kobayashi                                 |
| 16833 -                | 1997 WX21                | 19 novembre 1997  | Beijing Schmidt CCD Asteroid Program         |
| 16834 -                | 1997 WU22                | 30 novembre 1997  | NEAT                                         |
| 16835 -                | 1997 WT34                | 29 novembre 1997  | LINEAR                                       |
| 16836 -                | 1997 WG36                | 29 novembre 1997  | LINEAR                                       |
| 16837 -                | 1997 WM39                | 29 novembre 1997  | LINEAR                                       |
| 16838 -                | 1997 WT39                | 29 novembre 1997  | LINEAR                                       |
| 16839 -                | 1997 WT41                | 29 novembre 1997  | LINEAR                                       |
| 16840 -                | 1997 WT44                | 29 novembre 1997  | LINEAR                                       |
| 16841 -                | 1997 WY49                | 26 novembre 1997  | LINEAR                                       |
| 16842 -                | 1997 XS3                 | 3 dicembre 1997   | ODAS                                         |
| 16843 -                | 1997 XX3                 | 4 dicembre 1997   | ODAS                                         |
| 16844 -                | 1997 XY3                 | 4 dicembre 1997   | ODAS                                         |
| 16845 -                | 1997 XA9                 | 7 dicembre 1997   | ODAS                                         |
| 16846 -                | 1997 XA10                | 5 dicembre 1997   | T. Kobayashi                                 |
| 16847 Sanpoloamosciano | 1997 XK10                | 8 dicembre 1997   | S. Polo a Mosciano M. Mannucci N. Montigiani |
| 16848 -                | 1997 XN12                | 4 dicembre 1997   | LINEAR                                       |
| 16849 -                | 1997 YV                  | 20 dicembre 1997  | T. Kobayashi                                 |
| 16850 -                | 1997 YS1                 | 20 dicembre 1997  | Beijing Schmidt CCD Asteroid Program         |
| 16851 -                | 1997 YU1                 | 21 dicembre 1997  | Beijing Schmidt CCD Asteroid Program         |
| 16852 Nuredduna        | 1997 YP2                 | 21 dicembre 1997  | A. López R. Pacheco                          |
| 16853 Masafumi         | 1997 YV2                 | 21 dicembre 1997  | N. Sato                                      |
| 16854 -                | 1997 YL3                 | 20 dicembre 1997  | Beijing Schmidt CCD Asteroid Program         |
| 16855 -                | 1997 YN7                 | 27 dicembre 1997  | T. Kobayashi                                 |
| 16856 Banach           | 1997 YE8                 | 28 dicembre 1997  | P. G. Comba                                  |
| 16857 Goodall          | 1997 YZ8                 | 25 dicembre 1997  | NEAT                                         |
| 16858 -                | 1997 YG10                | 28 dicembre 1997  | T. Kobayashi                                 |
| 16859 -                | 1997 YJ10                | 28 dicembre 1997  | T. Kobayashi                                 |
| 16860 -                | 1997 YT10                | 22 dicembre 1997  | Beijing Schmidt CCD Asteroid Program         |
| 16861 Lipovetsky       | 1997 YZ11                | 27 dicembre 1997  | R. A. Tucker                                 |
| 16862 -                | 1997 YM14                | 31 dicembre 1997  | T. Kobayashi                                 |
| 16863 -                | 1997 YJ16                | 31 dicembre 1997  | Y. Shimizu T. Urata                          |
| 16864 -                | 1998 AL                  | 5 gennaio 1998    | T. Kobayashi                                 |
| 16865 -                | 1998 AQ                  | 5 gennaio 1998    | T. Kobayashi                                 |
| 16866 -                | 1998 AR                  | 5 gennaio 1998    | T. Kobayashi                                 |
| 16867 -                | 1998 AX                  | 5 gennaio 1998    | T. Kobayashi                                 |
| 16868 -                | 1998 AK8                 | 9 gennaio 1998    | ODAS                                         |
| 16869 Košinár          | 1998 AV8                 | 10 gennaio 1998   | A. Galád                                     |
| 16870 -                | 1998 BB                  | 16 gennaio 1998   | T. Kobayashi                                 |
| 16871 -                | 1998 BD                  | 16 gennaio 1998   | T. Kobayashi                                 |
| 16872 -                | 1998 BZ                  | 19 gennaio 1998   | T. Kobayashi                                 |
| 16873 -                | 1998 BO1                 | 19 gennaio 1998   | T. Kobayashi                                 |
| 16874 Kurtwahl         | 1998 BK2                 | 20 gennaio 1998   | LINEAR                                       |
| 16875 -                | 1998 BD4                 | 20 gennaio 1998   | Y. Shimizu T. Urata                          |
| 16876 -                | 1998 BV6                 | 24 gennaio 1998   | T. Kobayashi                                 |
| 16877 -                | 1998 BW6                 | 24 gennaio 1998   | T. Kobayashi                                 |
| 16878 Tombickler       | 1998 BL9                 | 24 gennaio 1998   | NEAT                                         |
| 16879 Campai           | 1998 BH10                | 24 gennaio 1998   | A. Boattini M. Tombelli                      |
| 16880 -                | 1998 BW11                | 23 gennaio 1998   | LINEAR                                       |
| 16881 Angelinmathew    | 1998 BH12                | 23 gennaio 1998   | LINEAR                                       |
| 16882 -                | 1998 BO13                | 24 gennaio 1998   | LINEAR                                       |
| 16883 Adeenedenton     | 1998 BA20                | 22 gennaio 1998   | Spacewatch                                   |
| 16884 -                | 1998 BL25                | 28 gennaio 1998   | T. Kobayashi                                 |
| 16885 -                | 1998 BX25                | 25 gennaio 1998   | Y. Shimizu T. Urata                          |
| 16886 -                | 1998 BC26                | 29 gennaio 1998   | T. Kobayashi                                 |
| 16887 Blouke           | 1998 BE26                | 28 gennaio 1998   | ODAS                                         |
| 16888 Michaelbarber    | 1998 BM26                | 29 gennaio 1998   | Farra d'Isonzo                               |
| 16889 -                | 1998 BD27                | 22 gennaio 1998   | Spacewatch                                   |
| 16890 -                | 1998 BJ33                | 29 gennaio 1998   | N. Kawasato                                  |
| 16891 -                | 1998 BQ45                | 24 gennaio 1998   | NEAT                                         |
| 16892 Vaissière        | 1998 DN1                 | 17 febbraio 1998  | P. Antonini                                  |
| 16893 -                | 1998 DS3                 | 22 febbraio 1998  | NEAT                                         |
| 16894 -                | 1998 DP9                 | 22 febbraio 1998  | NEAT                                         |
| 16895 -                | 1998 DQ9                 | 22 febbraio 1998  | NEAT                                         |
| 16896 -                | 1998 DS9                 | 20 febbraio 1998  | Beijing Schmidt CCD Asteroid Program         |
| 16897 -                | 1998 DH10                | 22 febbraio 1998  | NEAT                                         |
| 16898 -                | 1998 DJ10                | 22 febbraio 1998  | NEAT                                         |
| 16899 -                | 1998 DK10                | 22 febbraio 1998  | NEAT                                         |
| 16900 Lozère           | 1998 DQ13                | 27 febbraio 1998  |                                              |

## 16901-17000
| Nome                  | Designazione provvisoria | Data di scoperta  | Scopritore                           |
| --------------------- | ------------------------ | ----------------- | ------------------------------------ |
| 16901 Johnbrooks      | 1998 DJ14                | 23 febbraio 1998  | Farra d'Isonzo                       |
| 16902 -               | 1998 DT14                | 22 febbraio 1998  | NEAT                                 |
| 16903 -               | 1998 DD15                | 22 febbraio 1998  | NEAT                                 |
| 16904 -               | 1998 DQ15                | 22 febbraio 1998  | NEAT                                 |
| 16905 -               | 1998 DT21                | 22 febbraio 1998  | Spacewatch                           |
| 16906 Giovannisilva   | 1998 DY23                | 18 febbraio 1998  | Osservatorio San Vittore             |
| 16907 -               | 1998 DS29                | 28 febbraio 1998  | Spacewatch                           |
| 16908 Groeselenberg   | 1998 DD33                | 17 febbraio 1998  | E. W. Elst, T. Pauwels               |
| 16909 Miladejager     | 1998 DX33                | 27 febbraio 1998  | E. W. Elst                           |
| 16910 -               | 1998 DE34                | 27 febbraio 1998  | E. W. Elst                           |
| 16911 -               | 1998 EL6                 | 1 marzo 1998      | ODAS                                 |
| 16912 Rhiannon        | 1998 EP8                 | 2 marzo 1998      | ODAS                                 |
| 16913 -               | 1998 EK9                 | 11 marzo 1998     | Beijing Schmidt CCD Asteroid Program |
| 16914 -               | 1998 ER13                | 1 marzo 1998      | E. W. Elst                           |
| 16915 Bredthauer      | 1998 FR10                | 24 marzo 1998     | ODAS                                 |
| 16916 -               | 1998 FM15                | 27 marzo 1998     | F. B. Zoltowski                      |
| 16917 -               | 1998 FB29                | 20 marzo 1998     | LINEAR                               |
| 16918 -               | 1998 FF32                | 20 marzo 1998     | LINEAR                               |
| 16919 -               | 1998 FF35                | 20 marzo 1998     | LINEAR                               |
| 16920 Larrywalker     | 1998 FR37                | 20 marzo 1998     | LINEAR                               |
| 16921 -               | 1998 FZ52                | 20 marzo 1998     | LINEAR                               |
| 16922 -               | 1998 FR57                | 20 marzo 1998     | LINEAR                               |
| 16923 -               | 1998 FB61                | 20 marzo 1998     | LINEAR                               |
| 16924 -               | 1998 FL61                | 20 marzo 1998     | LINEAR                               |
| 16925 -               | 1998 FB63                | 20 marzo 1998     | LINEAR                               |
| 16926 -               | 1998 FH63                | 20 marzo 1998     | LINEAR                               |
| 16927 -               | 1998 FX68                | 20 marzo 1998     | LINEAR                               |
| 16928 -               | 1998 FF70                | 20 marzo 1998     | LINEAR                               |
| 16929 Hurník          | 1998 FP73                | 31 marzo 1998     | P. Pravec                            |
| 16930 Respighi        | 1998 FF74                | 29 marzo 1998     | Osservatorio San Vittore             |
| 16931 -               | 1998 FO75                | 24 marzo 1998     | LINEAR                               |
| 16932 -               | 1998 FG88                | 24 marzo 1998     | LINEAR                               |
| 16933 -               | 1998 FV88                | 24 marzo 1998     | LINEAR                               |
| 16934 Kevinmeng       | 1998 FA91                | 24 marzo 1998     | LINEAR                               |
| 16935 -               | 1998 FX111               | 31 marzo 1998     | LINEAR                               |
| 16936 -               | 1998 FJ112               | 31 marzo 1998     | LINEAR                               |
| 16937 -               | 1998 FR117               | 31 marzo 1998     | LINEAR                               |
| 16938 Nalanimiller    | 1998 FN121               | 20 marzo 1998     | LINEAR                               |
| 16939 Rishabhmisra    | 1998 FP121               | 20 marzo 1998     | LINEAR                               |
| 16940 -               | 1998 GC3                 | 2 aprile 1998     | LINEAR                               |
| 16941 -               | 1998 GR7                 | 2 aprile 1998     | LINEAR                               |
| 16942 -               | 1998 HA34                | 20 aprile 1998    | LINEAR                               |
| 16943 -               | 1998 HP42                | 23 aprile 1998    | NEAT                                 |
| 16944 Wangler         | 1998 HK45                | 20 aprile 1998    | LINEAR                               |
| 16945 -               | 1998 HD46                | 20 aprile 1998    | LINEAR                               |
| 16946 Farnham         | 1998 HJ51                | 25 aprile 1998    | LONEOS                               |
| 16947 Wikrent         | 1998 HN80                | 21 aprile 1998    | LINEAR                               |
| 16948 -               | 1998 HA133               | 19 aprile 1998    | LINEAR                               |
| 16949 -               | 1998 HS133               | 19 aprile 1998    | LINEAR                               |
| 16950 -               | 1998 JQ                  | 1 maggio 1998     | NEAT                                 |
| 16951 Carolus Quartus | 1998 KJ                  | 19 maggio 1998    | P. Pravec                            |
| 16952 Peteschultz     | 1998 KX3                 | 22 maggio 1998    | LONEOS                               |
| 16953 Besicovitch     | 1998 KE5                 | 27 maggio 1998    | P. G. Comba                          |
| 16954 Annikamorgan    | 1998 KT48                | 22 maggio 1998    | LINEAR                               |
| 16955 -               | 1998 KU48                | 23 maggio 1998    | LINEAR                               |
| 16956 -               | 1998 MQ11                | 19 giugno 1998    | LINEAR                               |
| 16957 -               | 1998 ON13                | 26 luglio 1998    | E. W. Elst                           |
| 16958 Klaasen         | 1998 PF                  | 2 agosto 1998     | LONEOS                               |
| 16959 -               | 1998 QE17                | 17 agosto 1998    | LINEAR                               |
| 16960 -               | 1998 QS52                | 25 agosto 1998    | LINEAR                               |
| 16961 Mullahy         | 1998 QV73                | 24 agosto 1998    | LINEAR                               |
| 16962 Elizawoolard    | 1998 QP93                | 28 agosto 1998    | LINEAR                               |
| 16963 -               | 1998 RE2                 | 12 settembre 1998 | F. B. Zoltowski                      |
| 16964 -               | 1998 RD59                | 14 settembre 1998 | LINEAR                               |
| 16965 -               | 1998 RX79                | 14 settembre 1998 | LINEAR                               |
| 16966 -               | 1998 SM63                | 29 settembre 1998 | Beijing Schmidt CCD Asteroid Program |
| 16967 Marcosbosso     | 1998 SR132               | 26 settembre 1998 | LINEAR                               |
| 16968 -               | 1998 TT5                 | 13 ottobre 1998   | K. Korlević                          |
| 16969 Helamuda        | 1998 UM20                | 29 ottobre 1998   | Starkenburg                          |
| 16970 -               | 1998 VV2                 | 10 novembre 1998  | ODAS                                 |
| 16971 -               | 1998 WJ3                 | 19 novembre 1998  | T. Kobayashi                         |
| 16972 Neish           | 1998 WK11                | 21 novembre 1998  | LINEAR                               |
| 16973 Gaspari         | 1998 WR19                | 23 novembre 1998  | LINEAR                               |
| 16974 Iphthime        | 1998 WR21                | 18 novembre 1998  | LINEAR                               |
| 16975 Delamere        | 1998 YX29                | 27 dicembre 1998  | LONEOS                               |
| 16976 -               | 1999 AC2                 | 6 gennaio 1999    | K. Korlević                          |
| 16977 -               | 1999 AS3                 | 10 gennaio 1999   | T. Kobayashi                         |
| 16978 -               | 1999 AN4                 | 11 gennaio 1999   | T. Kobayashi                         |
| 16979 -               | 1999 AO4                 | 11 gennaio 1999   | T. Kobayashi                         |
| 16980 -               | 1999 AP5                 | 12 gennaio 1999   | T. Kobayashi                         |
| 16981 -               | 1999 AU7                 | 11 gennaio 1999   | T. Kagawa                            |
| 16982 Tsinghua        | 1999 AS9                 | 10 gennaio 1999   | Beijing Schmidt CCD Asteroid Program |
| 16983 -               | 1999 AQ21                | 14 gennaio 1999   | K. Korlević                          |
| 16984 Veillet         | 1999 AA25                | 15 gennaio 1999   | ODAS                                 |
| 16985 -               | 1999 AE28                | 11 gennaio 1999   | Spacewatch                           |
| 16986 Archivestef     | 1999 AR34                | 15 gennaio 1999   | LONEOS                               |
| 16987 -               | 1999 BN13                | 25 gennaio 1999   | K. Korlević                          |
| 16988 -               | 1999 BK14                | 23 gennaio 1999   | ODAS                                 |
| 16989 -               | 1999 CX                  | 5 febbraio 1999   | T. Kobayashi                         |
| 16990 -               | 1999 CS1                 | 7 febbraio 1999   | T. Kobayashi                         |
| 16991 -               | 1999 CW4                 | 12 febbraio 1999  | K. Korlević                          |
| 16992 -               | 1999 CU5                 | 12 febbraio 1999  | T. Kobayashi                         |
| 16993 -               | 1999 CC10                | 15 febbraio 1999  | D. K. Chesney                        |
| 16994 -               | 1999 CJ14                | 13 febbraio 1999  | K. Korlević                          |
| 16995 -               | 1999 CX14                | 15 febbraio 1999  | K. Korlević                          |
| 16996 Dahir           | 1999 CM32                | 10 febbraio 1999  | LINEAR                               |
| 16997 Garrone         | 1999 CO32                | 10 febbraio 1999  | LINEAR                               |
| 16998 Estelleweber    | 1999 CG46                | 10 febbraio 1999  | LINEAR                               |
| 16999 Ajstewart       | 1999 CE47                | 10 febbraio 1999  | LINEAR                               |
| 17000 Medvedev        | 1999 CV48                | 10 febbraio 1999  | LINEAR                               |